# Martin Luserke

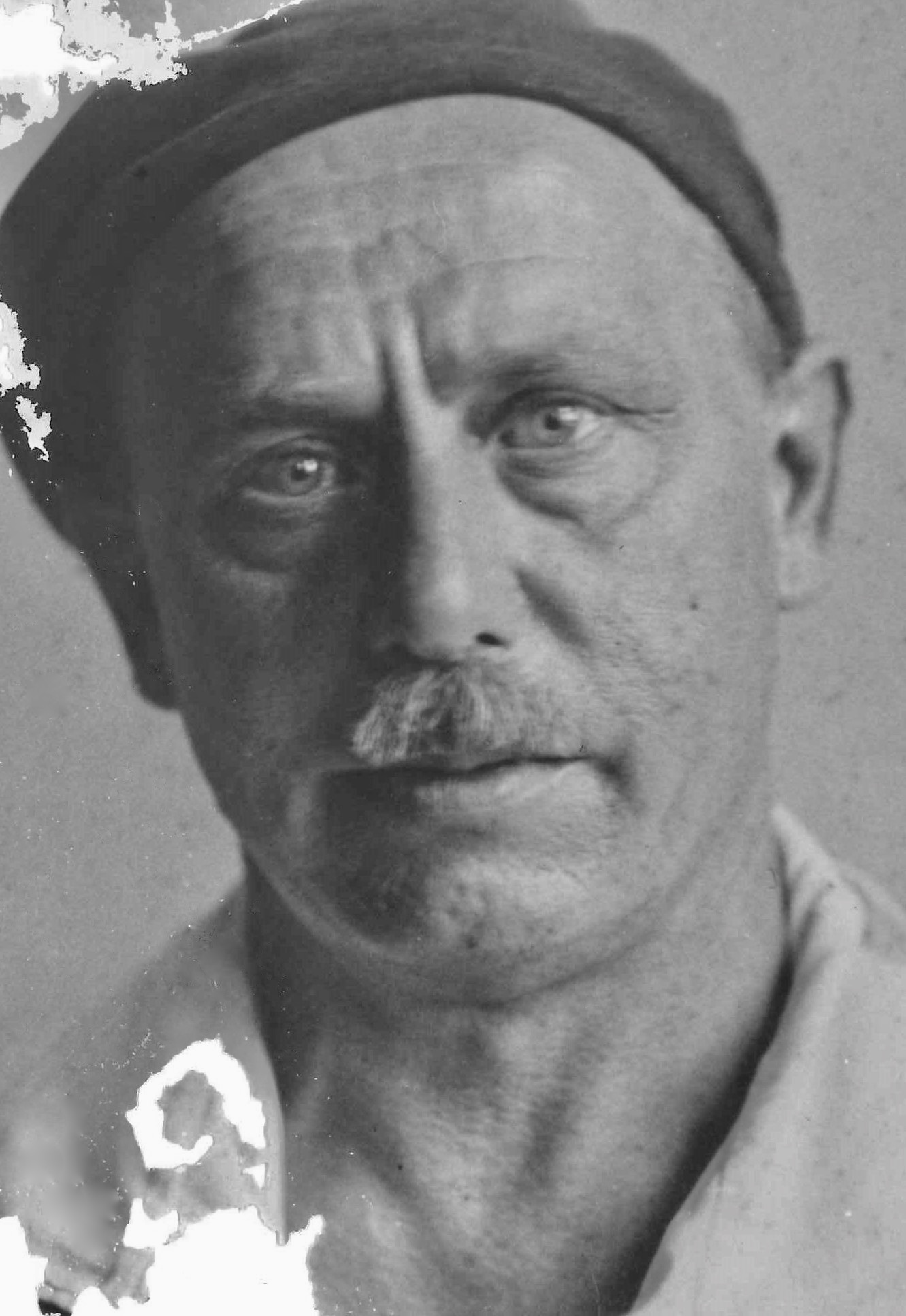
Martin Luserke, um 1925

Martin Otto Rudolf Luserke (* 3. Mai 1880 in Berlin; † 1. Juni 1968 in Meldorf, Holstein) war ein deutscher Reformpädagoge, Barde, Erzähler, Schriftsteller und Theaterschaffender. Er gehörte zu den bedeutenden Persönlichkeiten der deutschen Reformpädagogik und gilt als ein Wegbereiter der heutigen Erlebnispädagogik. Er war Mitgründer der Freien Schulgemeinde in Wickersdorf und der Schule am Meer auf Juist, Initiator und Mitgründer der ersten auf einer Insel im Meer angesiedelten reformpädagogischen deutschen Schule und Initiator der einzigen freistehenden Theaterhalle einer deutschen Schule.
Als herausragende pädagogische Leistung Luserkes wird die Einführung des „Darstellenden Spiels“ (Laienspiel), das sich vom professionellen Theater abgrenzte, in die Schul- und Jugendarbeit betrachtet. Dieses wurde auch in die Jugendbewegung integriert. Er gilt daher als Begründer des Laienspiels an den Schulen Deutschlands. Die Begriffe „Bewegungsspiel“ und „Darstellendes Spiel“ gehen auf Luserke zurück. Als erster Pädagoge entwickelte Luserke eine eigene Theorie des Schultheaters.

## Leben

### Kindheit, Jugend und Familie
Martin Otto Rudolf Luserke, geboren in der Großgörschenstraße 65 in der Schöneberger Vorstadt, war einer von drei Söhnen des Carl Friedrich Wilhelm Luserke (1851 in Breslau; † 30. Dezember 1931 in Klotzsche) und dessen aus Westfalen stammender Ehefrau Amalie Elisabeth (* 28. Oktober 1855 in Osnabrück; † 5. Februar 1942 in Dresden), geborene Lindhorst. Die Familie Luserke stammte ursprünglich aus Breslau in Schlesien, väterlicherseits seit vielen Generationen Zimmerleute. Sein Vater hatte nach einer mit 14 Jahren begonnenen Maurerlehre durch ein Stipendium ohne Reifeprüfung an der Technischen Hochschule Aachen studiert. Er war dann als technischer Zeichner an der Errichtung des Anhalter Bahnhofes beteiligt und später als Bauleiter tätig, bezeichnete sich selbst als Architekt. Als Prüfungsbeauftragter eines Berliner Hochbauamtes konnte sich seine Familie ein eigenes Haus in der gutbürgerlichen Tempelhofer Kaiserin-Augusta-Straße leisten. Martin Luserke hatte einen älteren Bruder, Johannes Fridrich Wilhelm (* 6. April 1877 in Berlin; † 4. April 1949 in Dresden), und einen jüngeren Bruder, Otto Karl Gottfried (* 19. November 1887 in Berlin).
In seiner Kindheit und Jugend hatte Martin Luserke Gelegenheit, den Hamburger Hafen, die Elbe und die deutsche Nord- und Ostseeküste kennenzulernen, darunter per Segelboot und Dampfschiff auch die ostfriesische Insel Spiekeroog und die Insel Helgoland in der Deutschen Bucht. Den schriftlichen Erinnerungen seiner Mutter zufolge fühlte er sich schon sehr früh zum Meer hingezogen. Die Eltern verweigerten ihrem Sohn jedoch den Wunsch, zur See zu gehen. Er wird als ein lebhaftes und phantasiebegabtes Kind beschrieben und scheute offenbar keine Waghalsigkeit, um das Meer und die Wellen zu erleben.
Ab dem Alter von zehn Jahren soll Luserke Werke von Schiller gelesen haben, mit 13 Jahren Shakespeare, Goethe und Ibsen – umfänglich und mit großer Intensität. Den ersten Kontakt mit dem Theater soll er im Alter von etwa fünfzehn Jahren am Schauspielhaus Berlin gehabt haben, wo er eine Max-Reinhardt-Inszenierung des Schauspiels Wilhelm Tell nach Friedrich Schiller miterlebte. Allerdings sollen dabei seine phantasievollen Erwartungen, die sich durch die vorherige Lektüre des Werks gebildet hatten, maßlos enttäuscht worden sein, was offenbar auf die von ihm als überbordend üppig empfundene und ablenkende Kulisse zurückzuführen war. Seine eigenen Bilder im Kopf ließen sich mit dem Illusionstheater auf der Profibühne nicht in Einklang bringen. Dies war womöglich ein Anlass für ihn, daraus Schlüsse für das eigene spätere Theaterschaffen zu ziehen.
Im Alter von fünfzehn Jahren brach Luserke mit seinem Elternhaus. Als ein wesentlicher Auslöser dafür gilt der Moment, als ihm seine Mutter eine heimlich gelesene fünfbändige Gesamtausgabe von William Shakespeare wegnahm und verbrannte. Daraufhin versuchte der Schüler Luserke, die unterbrochene Lektüre des letzten Stücks Der Sturm für sich selbst zu Ende zu dichten.
Die achtunddreißig Jahre später erfolgte reichsweite Bücherverbrennung der Nationalsozialisten am 10. März 1933 musste der 52-jährige Luserke daher als ein Déjà-vécu-Erlebnis empfinden, als Begrenzung seiner latenten Bestrebungen nach Selbstbestimmung.
Seinem etwa 1895 datierten Bruch mit dem eigenen Elternhaus lag ein von ihm als einengend und „unfroh“ empfundenes kleinbürgerliches Familienleben mit großer Autoritätsgläubigkeit und „durchkälteter“ Religiosität zugrunde, in dem weltliche oder als unchristlich charakterisierte Literatur keinen Platz hatte. Als Kind wurde Luserke zur Strafe in den Keller des Hauses gesperrt, an dessen Wand er mit Kreide „Jungenarrestanstalt!“ schrieb. Freies Denken, Diskutieren und Handeln erschienen ihm dadurch von ganz besonderer Bedeutung, auch für seine späteren Schüler, Kollegen und Mitarbeiter. Andere Meinungen und Lebensentwürfe waren für ihn daher kein Ausschlussgrund, wohl aber Handlungen gegen die „Schulgemeinde“ (Gemeinschaft).
Am 30. September 1908 heiratete er Marie Anna „Annemarie“ Elisabeth Gerwien (* 15. Februar 1878 in Erfurt; † 4. Oktober 1926 in Juist), die er durch seine Lehrtätigkeit für die Freie Schulgemeinde in Wickersdorf kennengelernt hatte. Sie stammte aus einer alten preußischen Offiziersfamilie und war Tochter des Oberstleutnants a. D. Paul Vincenz Gerwien (* 7. Dezember 1843 in Neisse; † 12. September 1923 in Dresden) und dessen Ehefrau Julie Elisabeth Auguste (* 28. Oktober 1855 in Berlin; † 17. September 1932 ebenda), geb. Riese. Marie Anna Elisabeth Gerwien war bei der Freien Schulgemeinde seit 1906 als Hausdame beschäftigt, gab bei der standesamtlichen Eheschließung jedoch an, keinen Beruf auszuüben. Beide Trauzeugen kamen von Seiten der Braut. Martin Luserke gab an, sein Vater sei Architekt.
Aus der Ehe gingen vier Kinder hervor, eine Tochter und drei Söhne, Ursula (* 20. Januar 1910 in Wickersdorf; † 5. November 1987 in Freiburg im Breisgau durch Unfall), Klaus (* 6. Oktober 1912 in Wickersdorf), Heiner (* 4. August 1914 in Wickersdorf; † 19. Februar 1992) und Dieter (* 15. September 1918 in Wickersdorf; † 17. Februar 2005).
Von den Schülern an der Freien Schulgemeinde und später der Schule am Meer wurde Luserke mit „Lu“ und seine Ehefrau mit „Frau Lu“ angesprochen. Das Kürzel „Lu“ wurde von seinen Schülern auch an der Meldorfer Gelehrtenschule noch genutzt.
Zwischen 1938 und 1968 führte ihm Auguste Schwarting den Haushalt. In seinen letzten Lebensjahren betreute ihn auch seine Tochter Ursula.

### Ausbildung

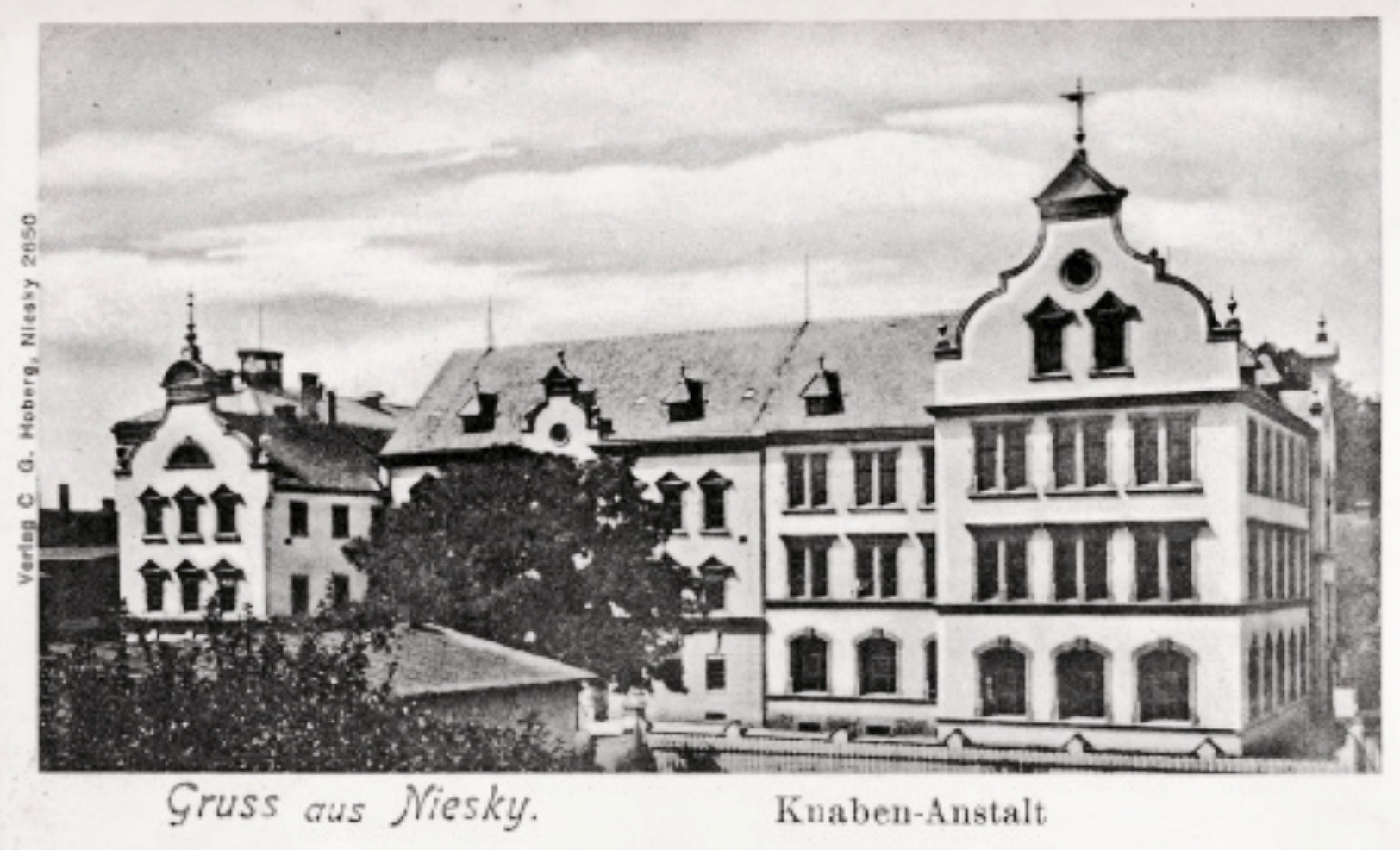
Knabenanstalt der Herrnhuter Brüdergemeine in Niesky, Oberlausitz, um 1900

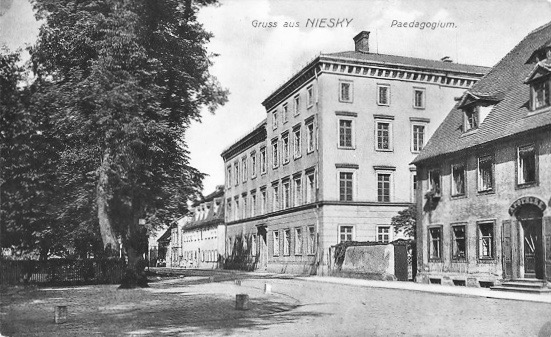
Neues Pädagogium in Niesky, um 1900. Der Wahlspruch über dem Haupteingang lautete: Ego sum via et veritas et vita (Ich bin der Weg, die Wahrheit und das Leben).

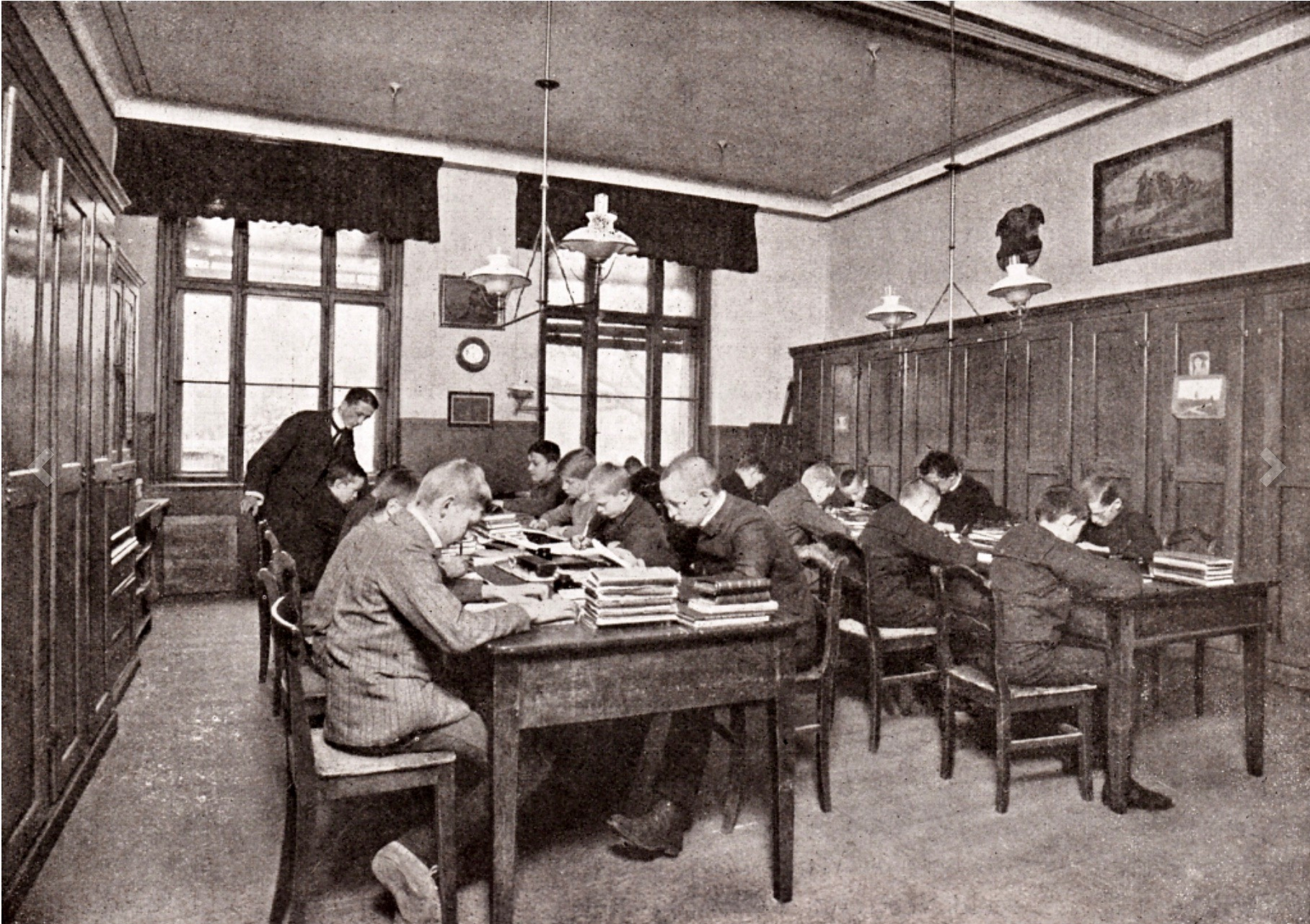
Beaufsichtigte Schüler-Arbeitszeit im Neuen Pädagogium in Niesky, um 1900

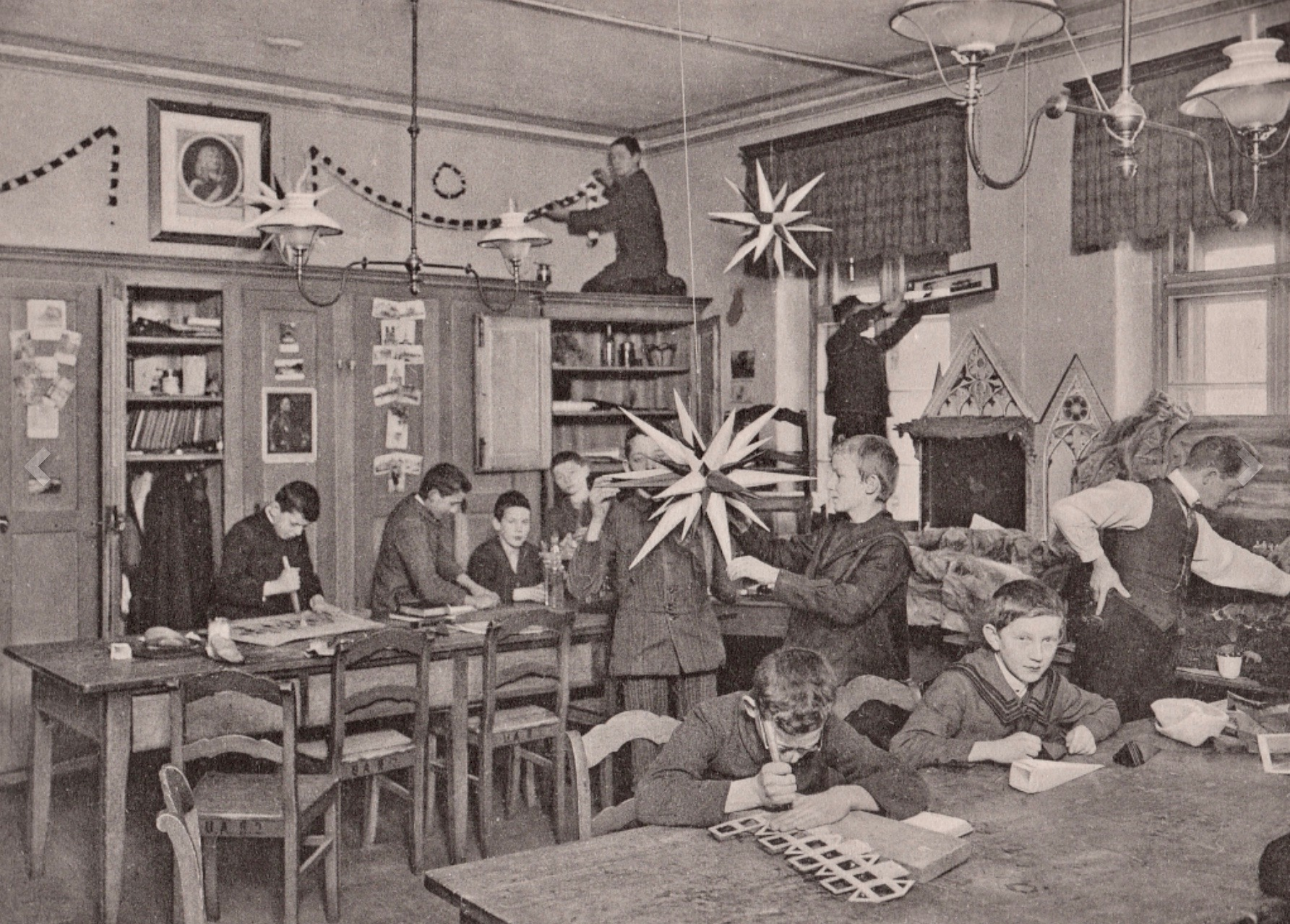
Werken bzw. Basteln im Neuen Pädagogium in Niesky, um 1900

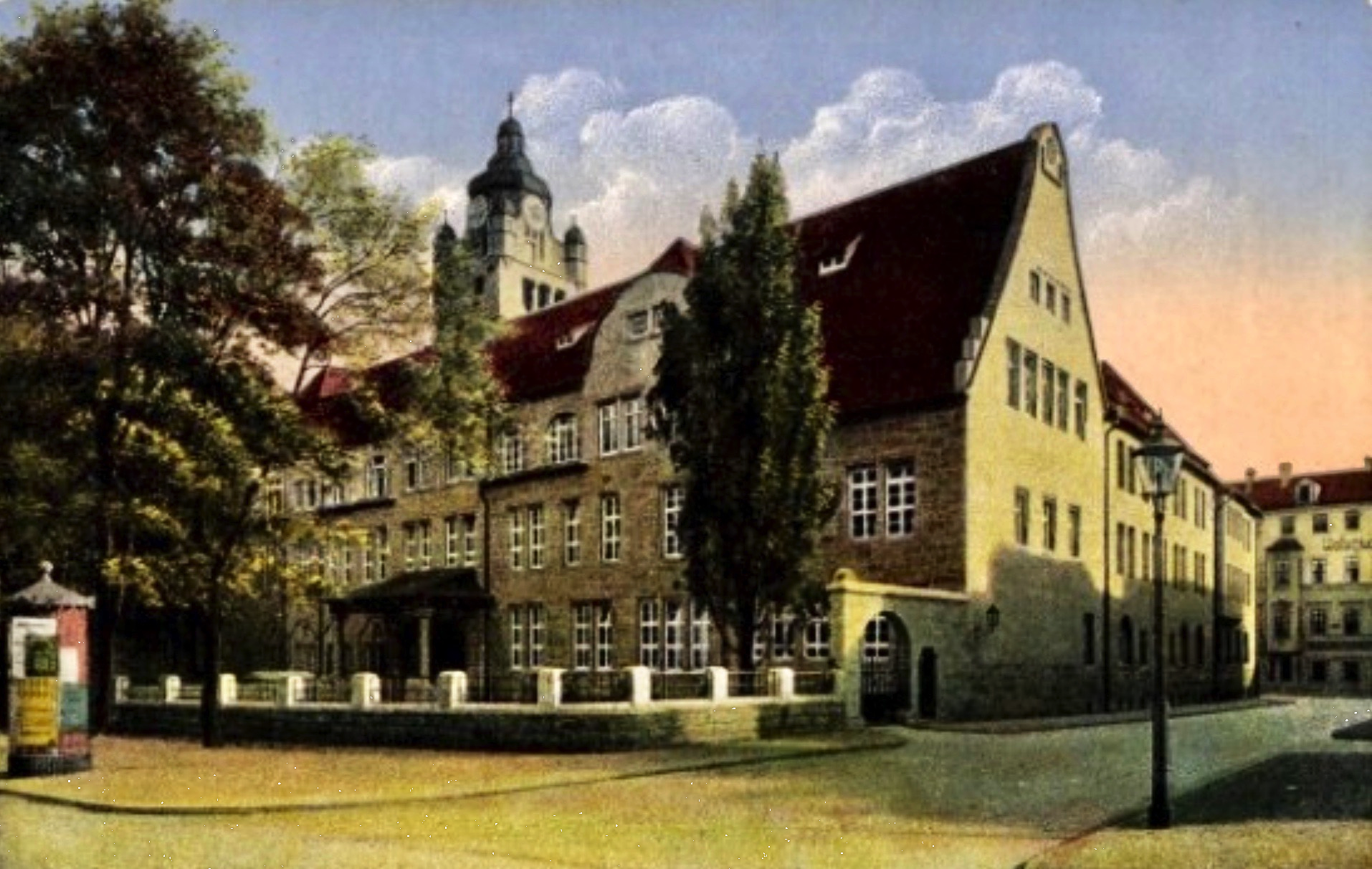
Hauptgebäude der Universität Jena, um 1910

Auf Veranlassung seiner Eltern besuchte Luserke keine staatliche Schule, sondern zunächst die Knabenschule der Herrnhuter Brüdergemeine in Berlin. Seine stark pietistisch geprägten Eltern schickten ihn im Alter von vierzehn Jahren zur Lehrerausbildung auf das Herrnhuter Lehrerseminar im niederschlesischen Niesky (Lausitz), wo er 1900 das Lehrerexamen abschloss. Dort, wo der musische Bereich stärker betont war als an staatlichen Schulen, traf er erstmals auf Hans-Windekilde Jannasch. Zwischen 1900 und 1904 war Luserke verpflichtet, als Elementarlehrer und Heimerzieher am gymnasialen Pädagogium in Niesky tätig zu sein, um auf diese Weise die Kosten seiner Ausbildung zu tilgen. Im Liebhaberorchester der Stadt spielte er die Bratsche. Während dieser Zeit entfremdete er sich zunehmend vom Pietismus. Er zog nach Thüringen und studierte ab 1904 Mathematik und Philosophie an der Universität Jena.
Im Jahr 1905 unternahm er eine meereskundliche Studienfahrt in die Bretagne, die zu einer mehrmonatigen Wanderung durch das Gebiet der keltischen Steinzeitkultur geriet. Dabei soll Luserke auf Île-Molène durch den Vortrag eines Barden hinsichtlich seines eigenen künftigen Schaffens zur Verwendung mündlicher und schriftlicher Überlieferungen wie Sagen und Legenden inspiriert worden sein. Eine knapp zweimonatige Wanderung durch Italien (1906), wo er in Florenz als Lehrer hospitierte, und Reisen nach Ägypten und Norwegen schlossen sich später an diese Auslandserfahrung an. In Italien reflektierte er sein Verhältnis zum Beruf als Lehrer und zweifelte an der erlernten pädagogischen Methodik, die ihm als „unendlich wuchtig“ erschien. Er fand zu dem Entschluss, ein „moderner Lehrer“ zu werden, „der Menschheit ein Stück vorauszueilen und kühne Träume zu verwirklichen“. Daraus, aus der Lektüre eines Buches des Reformpädagogen Hermann Lietz und einem Besuch bei diesem resultierte seine Hinwendung zur Reformpädagogik.
Vom akademischen Lehrbetrieb und von der damals vermittelten Vorstellung klassischer Pädagogik enttäuscht, brach er sein Studium im Jahr 1906 vorzeitig ab und verzichtete damit auf eine abgesicherte Lehramtslaufbahn an staatlichen Schulen. Dennoch wurde er von seinen akademischen Lehrern, dem Literaturnobelpreisträger Rudolf Eucken, Ernst Haeckel, Wilhelm Rein und später von Hermann Lietz nachhaltig geprägt. Auf diese lässt sich seine Vorstellung einer idealisierten „naturhaften Erziehung zur Heranbildung von Gesinnung“ maßgeblich zurückführen, ebenso die von Eucken vertretene Überzeugung einer Einheit von Geistesleben und Handeln. Die von Eucken dargestellte Vision Johann Gottlieb Fichtes von einem eigenständigen Schulstaat, in dem die Jugend, von den Zwängen der älteren Generation befreit, durch ihr eigenes Tun zur geistigen und sittlichen Einsicht finde, mag Luserke vor seinem familiären und religiösen Hintergrund beeindruckt haben.
Nachdem Luserkes Hochschullehrer Rein, an dessen pädagogischem Universitätsseminar auch Lietz ein Ausbildungsjahr verbracht hatte, in der Mitte der 1890er Jahre zur Gründung von Heimschulen aufgerufen hatte, bildete dieser neue Schultypus für begeisterungsfähige Pädagogen einen Ausweg aus dem staatlichen Schulsystem der Kaiserzeit. Luserke fühlte sich davon angezogen. Die Heimschulen waren privat, zumeist abgelegen in ländlicher Umgebung mit entsprechenden Betätigungsmöglichkeiten im Freien, verbunden mit einer physischen Abhärtung und einer lebensreformerischen Ernährung (vorwiegend vegetarisch). Der Begriff Heim sollte an das tradierte familiäre Heim anknüpfen und den Schülern eine Art Familienersatz bieten, die Familie nicht ausschließen, sondern aktiv in die Arbeit der „Schulgemeinde“ einbinden. Die Schüler sollten nicht mehr nur rein theoretische Kenntnisse vermittelt bekommen, sondern charakterlich (Gesinnung) ethisch geprägt werden. Dies wirkte sich didaktisch auf alle Unterrichtsfächer aus, wissenschaftlich und handwerklich. Die Heimschulen kritisierten die sozialen und kulturellen Missstände im Kaiserreich teils massiv, fühlten sich dennoch einem idealistischen „Deutschtum“ verbunden.
Für sein literarisches Werk nennt Luserke selbst u. a. Adler, Freud, Jung, Klages, Nietzsche und Spengler als Autoren, die ihn geprägt haben.
Im Jahr 1931 erwarb Luserke an der Seefahrtschule im ostfriesischen Leer das Steuermannspatent auf Kleiner Fahrt.

### Berufliche Entwicklung

#### 1906: D.L.E.H. Haubinda

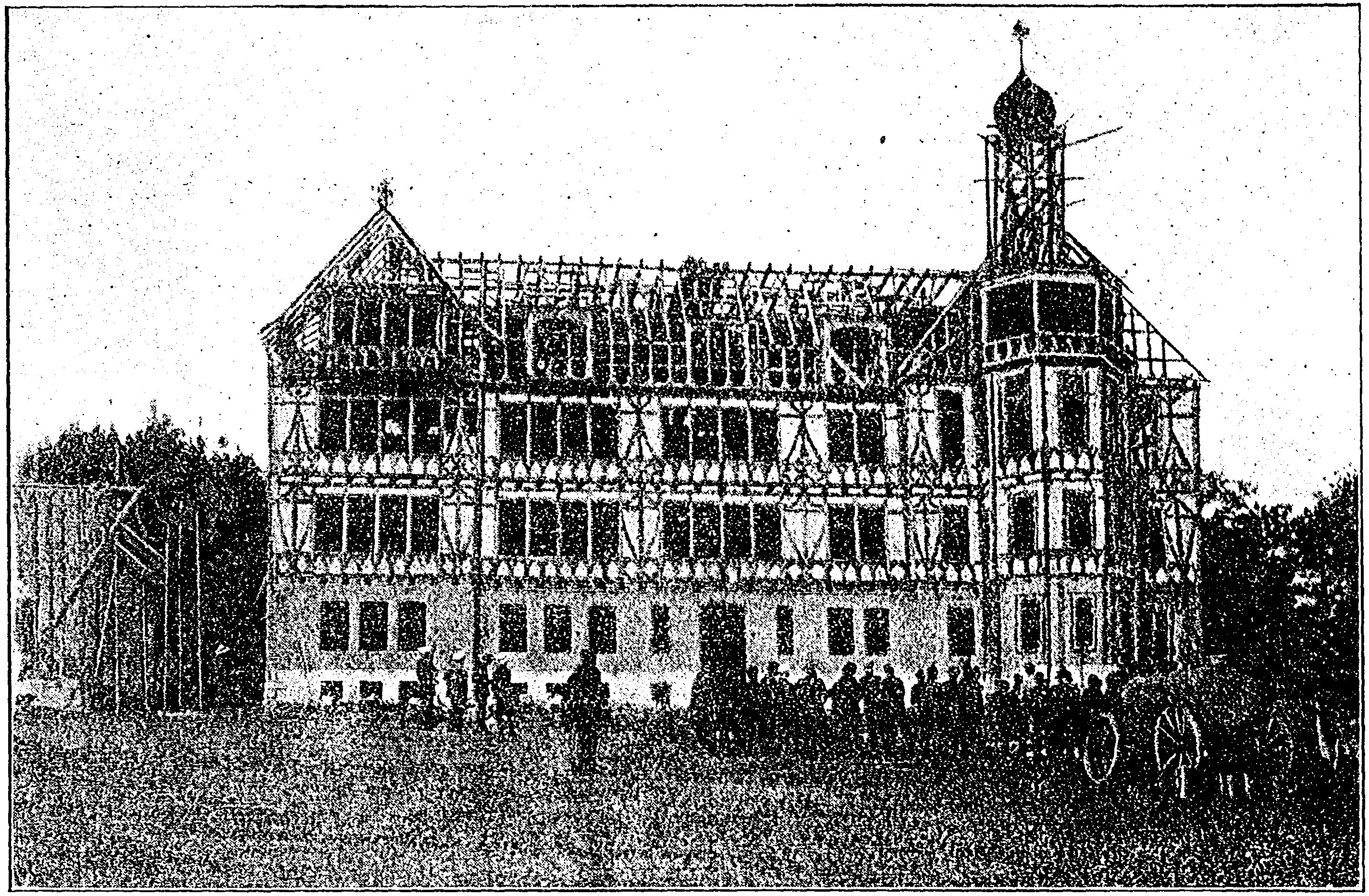
Deutsches Landerziehungsheim (D.L.E.H.) Haubinda, 1901

Ostern 1906 schloss er sich dem Reformpädagogen Hermann Lietz an und unterrichtete an dessen Deutschem Landerziehungsheim (D.L.E.H.) im thüringischen Haubinda, zu dieser Zeit geleitet von Paul Geheeb. Drei Jahre zuvor war es dort zum so genannten „Haubinder Judenkrach“ gekommen, zu einem Streit um die Aufnahme jüdischer Schüler, die nur noch in Ausnahmefällen als Zöglinge akzeptiert werden sollten, ein Ansinnen, das Luserke für seine spätere Schulgründung nicht übernahm. Am D.L.E.H. ging man von einer grundsätzlichen „Gefährdung des Zöglings durch das ihm eingeborene Böse“ aus, ein Umstand, der zu einer umfassenden Überbehütung und sehr wenig Freiraum für die Schüler (und Pädagogen) führte. Walter Benjamin zufolge bildeten einzig Luserke und Gustav Wyneken eine oppositionelle Bewegung gegen den in Haubinda alltäglichen militärischen Drill der Zöglinge. Die dadurch entstehenden Konflikte mit der Schulleitung, aber auch die Verheimlichung eines geplanten Teilverkaufs der Schule, führten zur Sezession der genannten Pädagogen.

#### 1906 bis 1925: Freie Schulgemeinde in Wickersdorf

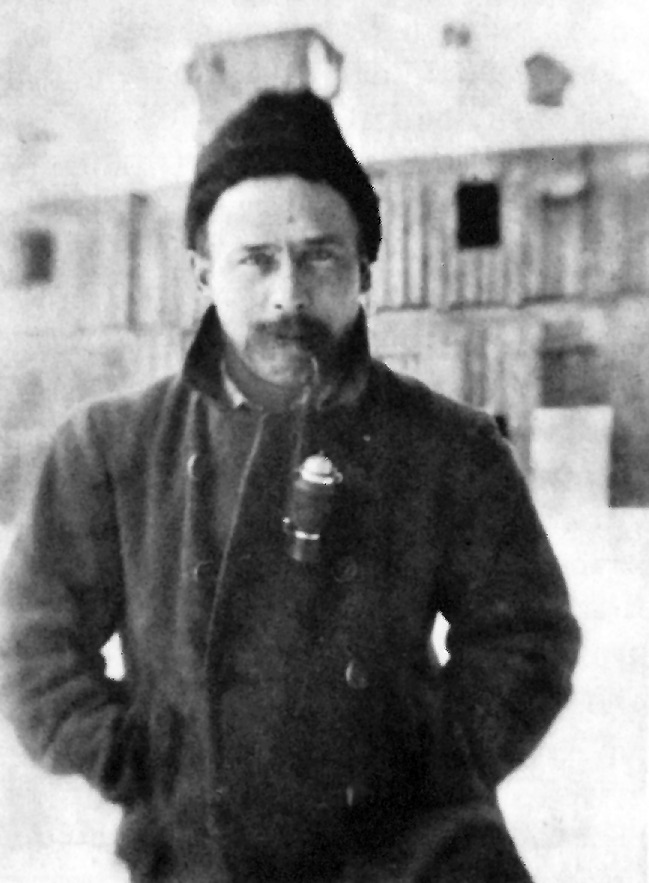
Martin Luserke im Fichtelgebirge, 1910

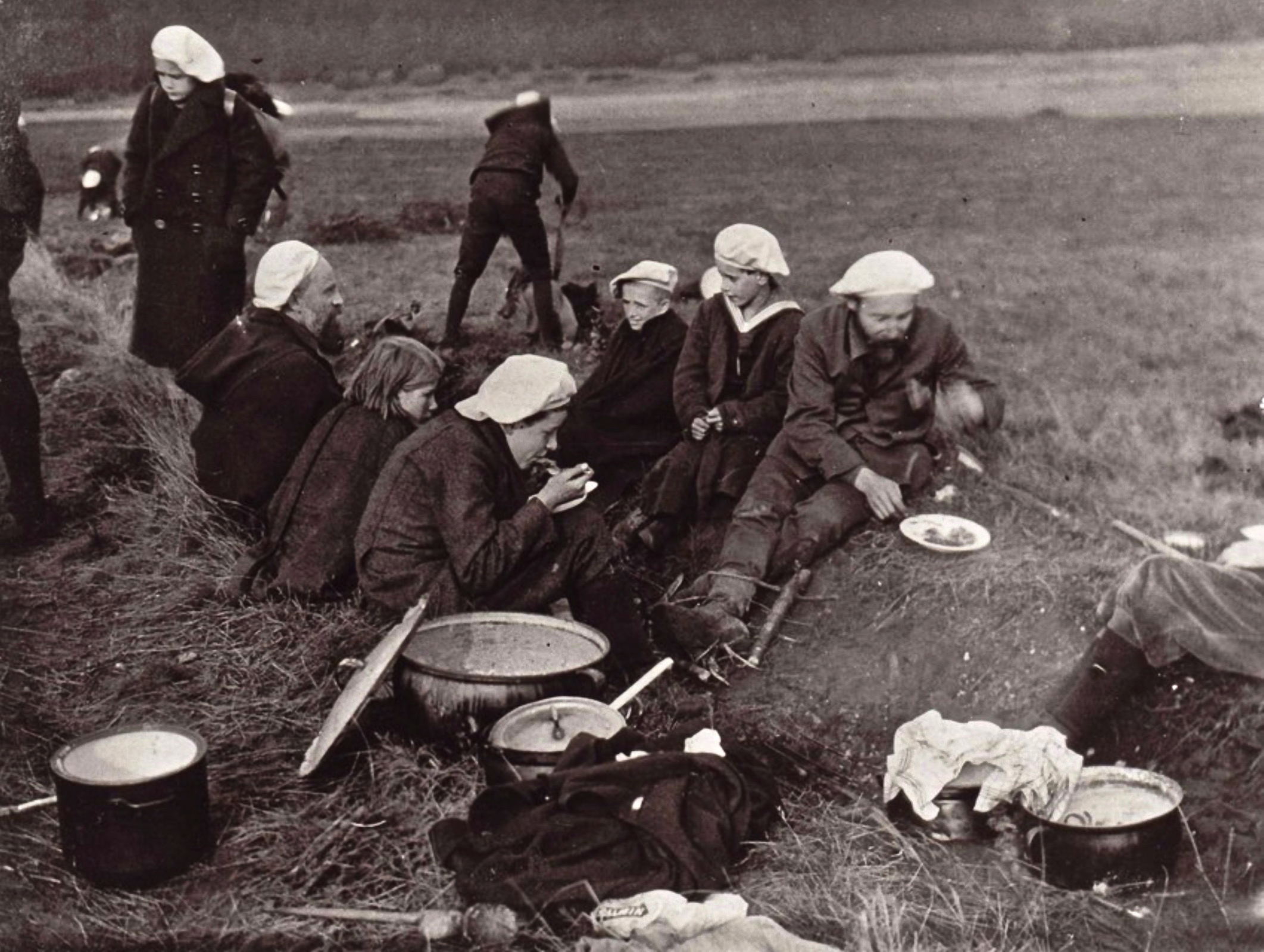
Schüler der Freien Schulgemeinde aus Wickersdorf bei Saalfeld im Thüringer Wald beim Ersten Freideutschen Jugendtag auf dem Hohen Meißner im Oktober 1913, mit Gustav Wyneken (links) und Schulleiter Martin Luserke (rechts)

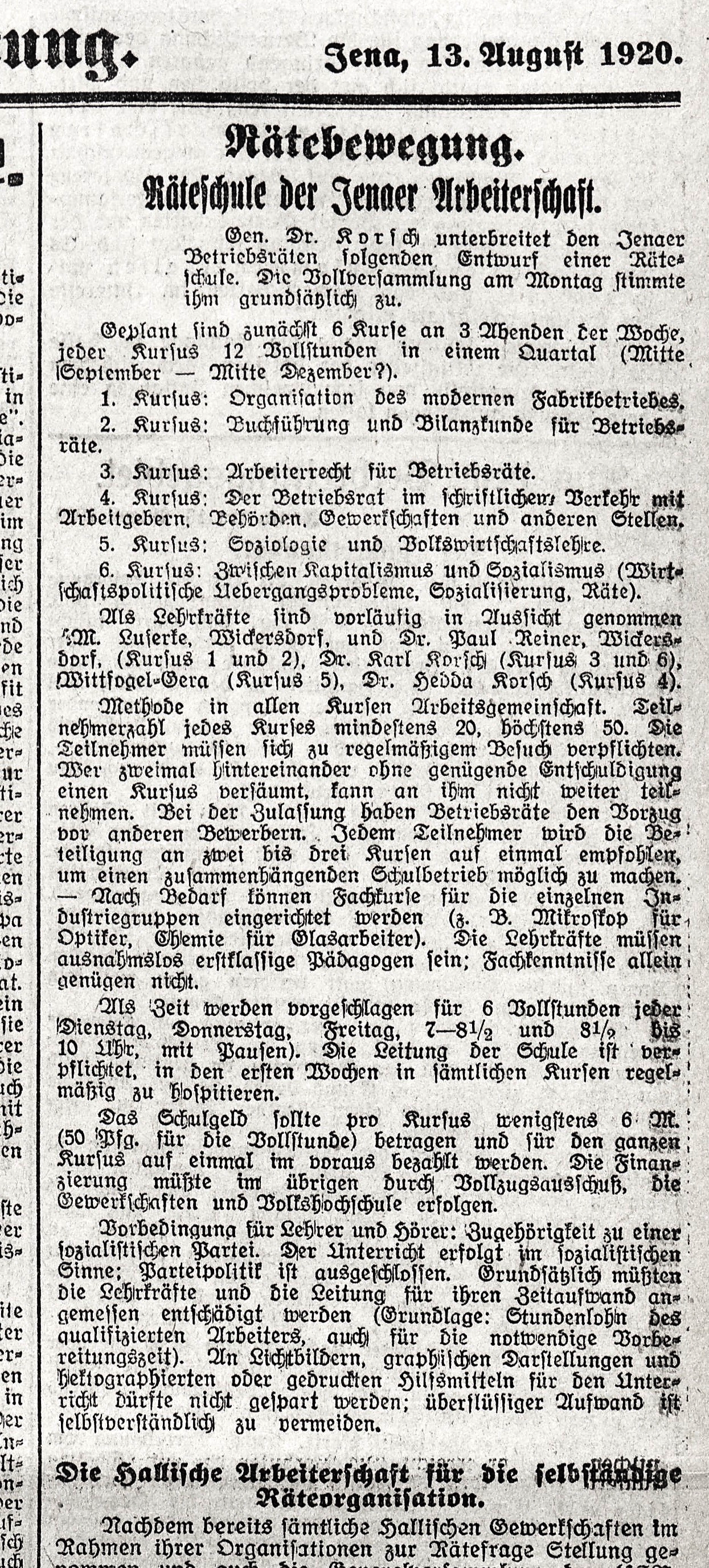
Neue Zeitung (Jena), 2. Jg., Nr. 177, 13. August 1920, Beilage, S. 1

Im Herbst 1906 gründete eine Gruppe „pädagogischer Rebellen“, zu der neben Luserke auch Rudolf Aeschlimann, Paul Geheeb, August Halm und Wyneken gehörten, die Freie Schulgemeinde in Wickersdorf bei Saalfeld im Thüringer Wald.
Neben Wyneken, der eher als Theoretiker und keinesfalls als Pädagoge beschrieben wird, sollen dort wesentliche Impulse vom Praktiker Luserke ausgegangen sein. Dessen Konzept einer unmittelbar erfahrungsorientierten Didaktik habe beispielsweise Hans Alfken nachhaltig beeinflusst. Luserke arbeitete an der Freien Schulgemeinde beispielsweise mit Hans-Windekilde Jannasch, Peter Suhrkamp oder Bernhard Uffrecht zusammen. An diesem neuen Landerziehungsheim entstanden Luserkes erste Laienspiele und Erzählungen.
Er agierte als primus inter pares der Kameradschaft der Bären, einer nahezu familiär anmutenden Gruppe, die aus etwa zehn Schülern und einem Lehrer, dem Kameradschaftsführer, bestand. In der Logik der Kameradschaften waren diese Schüler Bärenjunge, Luserke Bär. Zu den Bären zählten beispielsweise Ernst Herdieckerhoff und Ernst Putz.
Im Jahr 1910 (andere Quelle: 1911) wurde Luserke durch Großherzog Georg II. von Sachsen-Meiningen, der auch als „Theaterherzog“ bezeichnet wurde, zum Schulleiter berufen. Anlass dafür waren bekannt gewordene pädophile (hier: päderastische) Übergriffe Wynekens gegenüber Schülern, die zum so genannten „Eros-Skandal“ und teilweise auch zu Gerichtsprozessen, Haftstrafen und Wynekens Verlust der Schulkonzession führten.
Luserke legte im Frühjahr 1912 für die Verwaltung der ersten sechs Jahre des Bestehens der Freien Schulgemeinde nachträglich Schülerbücher und Lehrerbücher an, da Wyneken dies bis 1909 ganz unterlassen bzw. ab 1909 in unvollständiger Weise erledigt hatte. Bis 1914 und dann wieder von 1922 bis zum Frühjahr 1925 nahm Luserke die Funktion des Schulleiters wahr. Überliefert ist seine Einschätzung: „In der Gegenwart ist die Schule zur reinen Vorbereitungsanstalt und zum Institut zur Vergabe von Berechtigungen verkommen, und die Familie findet keine Zeit mehr, um Erziehungsaufgaben zu erfüllen.“
1912 erschienen Luserkes erste Laienspiele, die er seit 1906 aufführte. Auch sein erstes Werk zur Tanzkunst wurde publiziert: „Die Tanzkunst soll eine Bahn eröffnen, auf der dieser starke Instinkt wieder frei empor dringt und uns über uns selbst erhebt“.
Vom Kriegsausbruch 1914 bis 1917 war Luserke als Soldat an der Westfront. Anfangs gehörte er der 1. Kompagnie (damalige Schreibweise) des I. Bataillons des Infanterie-Regiments Nr. 143 (Straßburg im Elsass; Mutzig) an, zuletzt als Unteroffizier. Als erste Einsatzorte im Herbst 1914 sind beispielsweise Amenoncourt, Laon und Bouconville dokumentiert. Schwer verwundet und am Kopf für sein Leben gezeichnet, daher die für ihn später typische Kopfbedeckung, geriet er in französische Kriegsgefangenschaft und wurde dem Dépôt des Prisonniers de Guerre à Montauban im Département Tarn-et-Garonne in Südfrankreich zugewiesen, wo er zeitweise mit rund 1500 weiteren deutschen Soldaten interniert war.
1917 habe er einen Nervenzusammenbruch erlitten und wurde daher als Rehabilitationsmaßnahme in den schweizerischen Kurort Heiden im Kanton Appenzell Ausserrhoden verbracht, dann nach Lahr.
Luserke habe Wyneken direkt nach der Novemberrevolution 1918 zur Freien Schulgemeinde nach Wickersdorf zurückgerufen und ihm dort wieder die Schulleitung übertragen, nachdem die Wyneken nicht gewogene Landesregierung abgesetzt gewesen sei. Dabei habe Luserke das Ziel verfolgt, die entstandene Lagerbildung von Luserke- und Wyneken-Befürwortern bzw. -Gegnern aufzulösen.
1919 schrieb Luserke unter dem Einfluss der Novemberrevolution Band 3 der von dem Marxisten-Leninisten Karl Korsch herausgegebenen Reihe Praktischer Sozialismus, nachdem George Bernard Shaw Autor des zweiten Bandes war. Luserke forderte darin eine sozialistische Ethik der Arbeit, die gesamtgesellschaftlichen Zielen zu folgen habe.

„It seemed essential to remind people, that the post-revolutionary society must also meet the needs of the nation’s intellectuals. This is what Martin Luserke, a popular novelist and educator, tried to do in an essay on work motivation published in 1919 as part of a series Praktischer Sozialismus ("Practical Socialism") edited by the philosopher Karl Korsch. Like Ruckhaber, Luserke thought it wrong to make a distinction between mental and physical labour. This led him to call for a "socialist" ethic of work to replace the bourgeois-idealist one based on this distinction, which only helped to perpetuate the hierarchy of classes. Under socialism people of all walks of life would be taught to work for one another and to accept discipline in order to achieve common goals. Where Luserke chiefly differed from Ruckhaber is in his belief that intellectual work is hardly "work" at all, but rather intrinsically pleasurable activity and therefore in some sense its own reward. As a result, he was not particularly concerned with improving the remuneration of intellectuals or cutting back on their hours of work. But he did think that workers of the mind needed special conditions if they were to serve society effectively. To make their different treatment acceptable to the majority of workers whose days were spent in hard, routine, labour, it was necessary to adopt the principle of meritocracy: in Luserke’s utopia, examinations would be used to select the few needed for intellectual tasks, and these individuals would then be given non-monetary privileges and rewards, including the opportunity to experience joy in work.“

Unter Herausgeber Theodor Etzel war Luserke neben Hans Brandenburg, Richard Euringer, Ludwig Klages, Manfred Kyber, Rudolf von Laban und Hans Reiser Mitarbeiter der im schöngeistigen Walter Seifert Verlag erschienenen Zeitschrift Die Fahne.
Zusammen mit Paul Reiner, dem Ehepaar Karl und Hedda Korsch sowie Karl August Wittfogel war Luserke 1920 als Lehrer einer Räteschule der Jenaer Arbeiterschaft vorgesehen. Lehrer und Kursteilnehmer mussten einer sozialistischen Partei angehören (siehe Zeitungsartikel in diesem Abschnitt).
Zurück in der Freien Schulgemeinde Wickersdorf suchte Luserke den sich wiederholenden Pädophilie-Fällen und den immer wieder aufflammenden Konfrontationen mit Wyneken, in deren Kern es um gegensätzliche pädagogische Vorstellungen ging, etwas entgegenzusetzen. Erst bildete er zusammen mit Rudolf Aeschlimann und Paul Reiner das so bezeichnete Triumvirat gegen Wyneken und dessen pädophile Gefolgsleute im Kollegium, bevor es schließlich zur Sezession kam.

#### 1925 bis 1934: Schule am Meer im Loog auf Juist

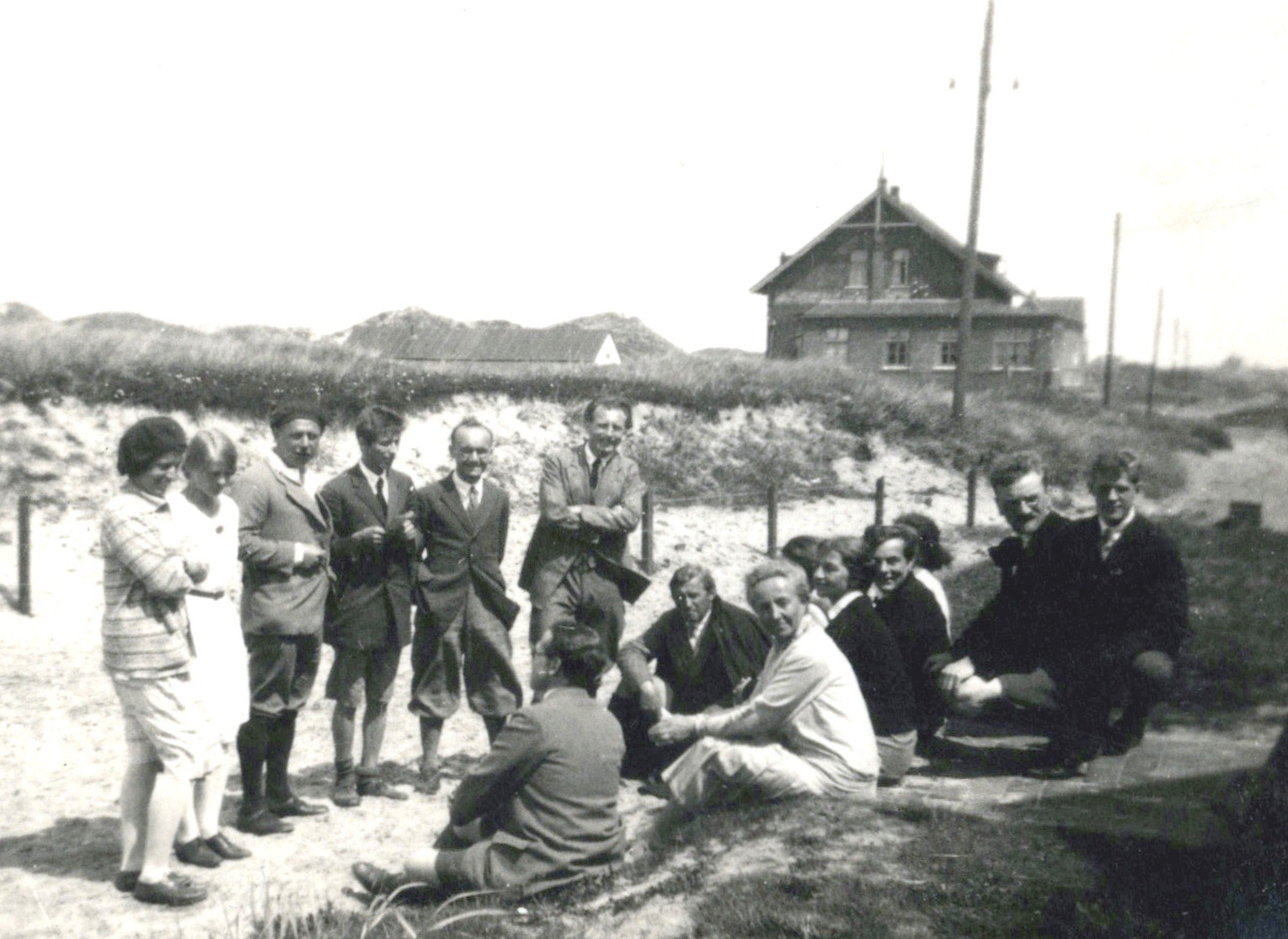
Schule am Meer im Loog auf Juist: 2. v. links Erne Wehnert, 3. v. links Martin Luserke, Paul Reiner in dunklem Anzug mit Blick zum Fotografen in der Mitte der Gruppe sitzend, mittig im Vordergrund mit dem Rücken zum Fotografen sitzend Eduard Zuckmayer, 2. v. rechts Rudolf Aeschlimann, vor dem Eingang zum Hauptgebäude Diesseits, ca. 1929

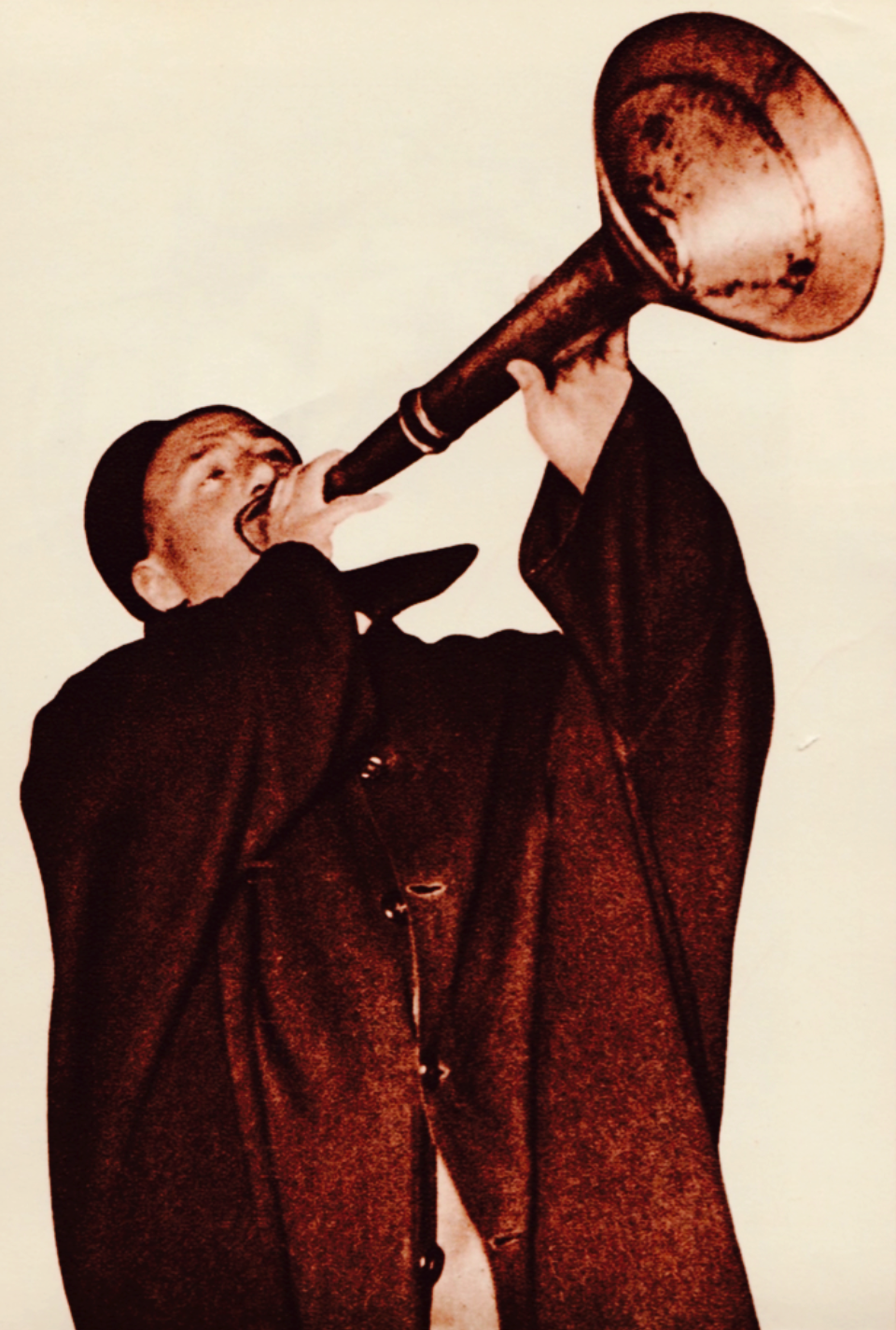
Foto (1931): Martin Luserke weckt die Schüler des reformpädagogischen Landerziehungsheims Schule am Meer auf der Nordseeinsel Juist mit seinem Sprachrohr, indem er sein seemännisches „Rise, rise…“ singt.

Gemeinsam mit seinen Kollegen Helene und Rudolf Aeschlimann, Christfriede und Fritz Hafner, Anna Sara und Paul Reiner sowie weiteren Mitarbeitern wollte er einen Aufbruch „an den Rand der bewohnbaren Welt“ wagen. Zusammen mit den männlichen Kollegen gründete er am 4. Oktober 1924 die Stiftung Schule am Meer und eröffnete am 1. Mai 1925 die reformpädagogische Schule am Meer im Loog auf der Nordseeinsel Juist, die er Pfingsten 1924 mit Rudolf Aeschlimann, Paul Reiner und deren drei Kameradschaften, den Bären, Wölfen und Pinguinen, erkundet hatte.
In der Folge baute die Gruppe buchstäblich aus dem Nichts die Schule am Meer, in der Luserke eine „Synthese von Geist- und Lebensbildung“ erreichen wollte, auf.
Sechzehn Schüler wechselten mit den Familien Aeschlimann, Hafner, Luserke und Reiner von der Freien Schulgemeinde aus dem Thüringer Wald an die Nordseeküste nach Juist, darunter Herbert von Borch, Hans Hess, Hans Werner Skafte Rasmussen und Ove Skafte Rasmussen. Luserke beteiligte sie in einer „Fahrtgenossenschaft“ an der Urbarmachung des Loog und am Küstenschutz der Sandbank Juist.

„Luserke suchte für die Schule an der Meeresküste, der nordischen Urheimat, einen Ort, an dem die Gezeiten von Ebbe und Flut in ihrem Auf und Ab den Menschen in eine innere Bewegtheit bringen. Er suchte eine Umwelt – in diesem Falle eine Inselwelt –, die herausfordert zur Selbstbehauptung im Tun. Daß dieses Tun auch praktische Arbeit bedeutet, war in einer derartigen Umwelt selbstverständlich und gehörte zu Leben und Erziehung, zur Lebensgestaltung überhaupt. Was später in der Formulierung von agitur ergo sum menschenkundlich abgehandelt wird, ist in der Idee der Gründung der Schule am Meer auf Juist durchaus angelegt.“

Während der Journalist und Musikkritiker Herbert Connor in Morgenbeilagen der Berliner Börsen-Zeitung für die Schule am Meer warb, konnte Luserke den Konzertpianisten, Dirigenten und Komponisten Eduard Zuckmayer als Musikpädagogen, Chor- und Orchesterleiter für die Schule am Meer gewinnen, später auch die Pädagogen Walter Jockisch, Friedrich Könekamp, Heinrich Meyer, Günther Rönnebeck, Gerhart Sieveking und Kurt Sydow. Mit Zuckmayer, dem Chor und dem Orchester bzw. Laienspielgruppen der Schule am Meer unternahm Luserke während der Schulferien zahlreiche Gastspieltourneen zu Profibühnen in deutschen Großstädten, die eine sehr positive mediale Beachtung erfuhren. Luserke war als Texter an Kompositionen von Zuckmayer beteiligt und lernte auch dessen jüngeren Bruder, den Schriftsteller Carl Zuckmayer (Der Hauptmann von Köpenick, 1931) kennen, der sich besuchsweise und zum Arbeiten in der Schule am Meer aufhielt.

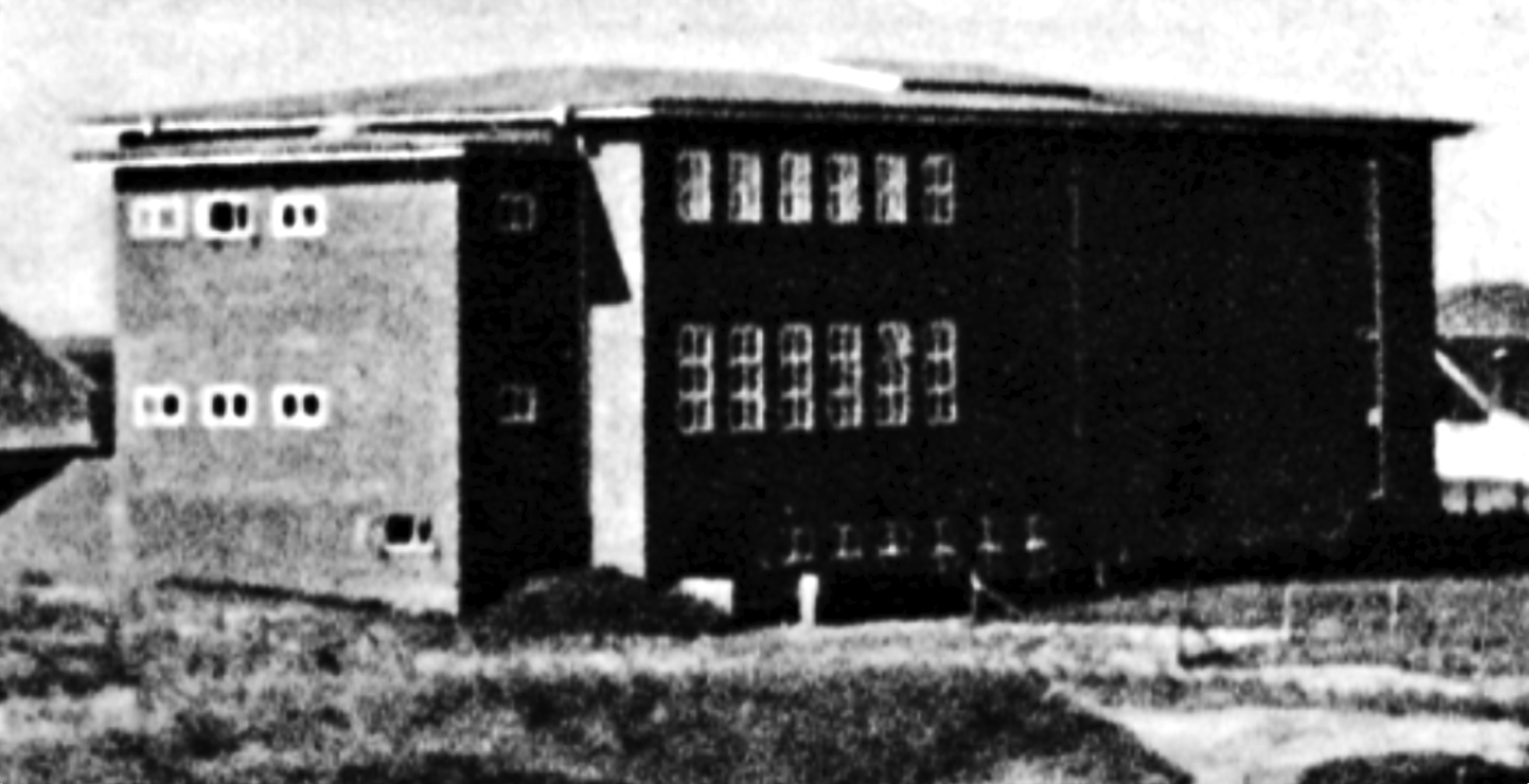
Foto (1931): Bühnenhalle der Schule am Meer auf Juist. Architekt: Bruno Ahrends, Berlin

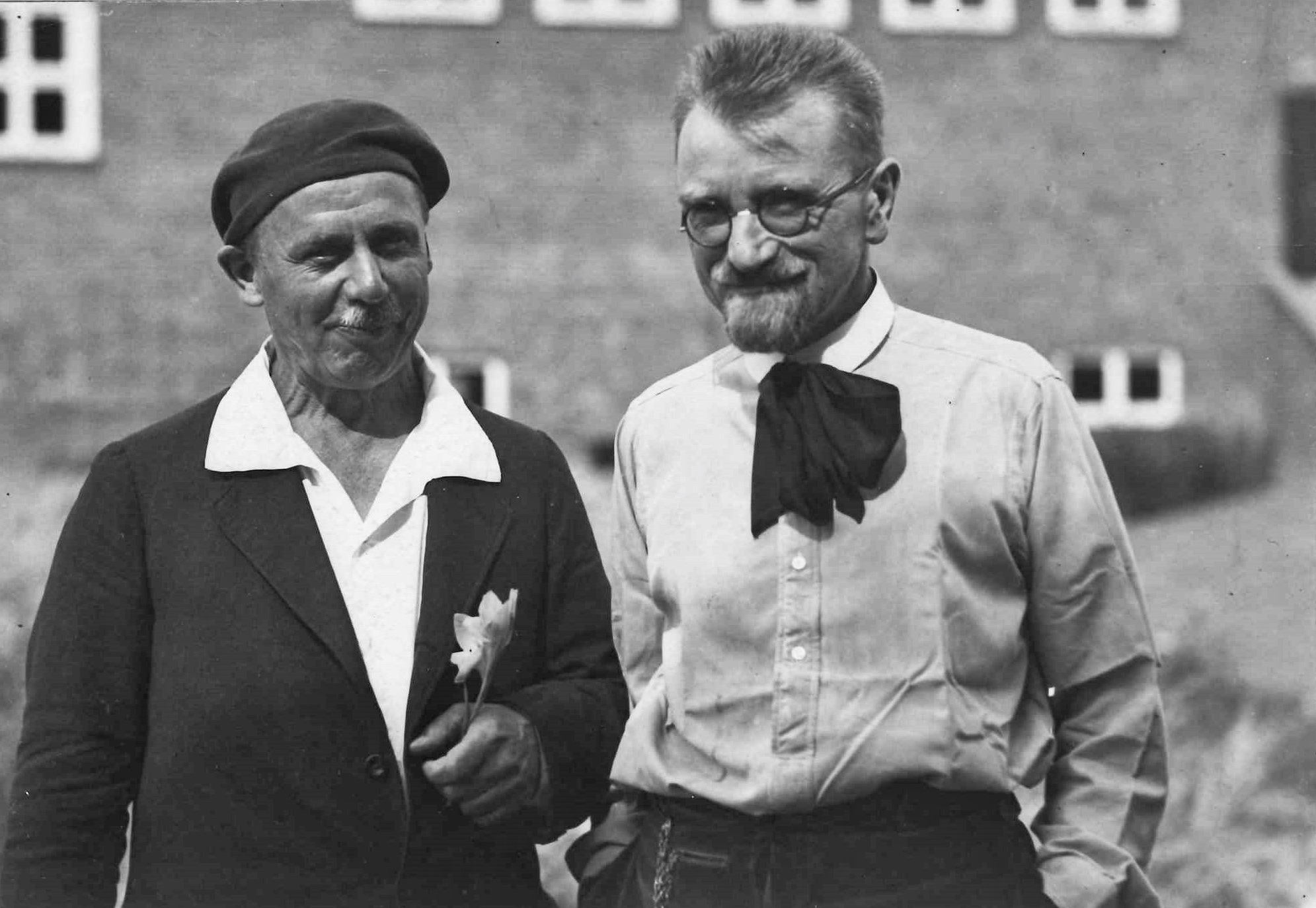
Martin Luserke und Rudolf Aeschlimann vor der 1930/31 errichteten Bühnenhalle der Schule am Meer im Loog auf Juist

Von 1930 bis 1931 wurde für das „Darstellende Spiel“ (Laienspiel) Luserkes eine schuleigene freistehende Bühnenhalle errichtet, reichsweit und bis heute ein Unikat.
Mit Unterstützung des preußischen Kultusministeriums und des Berliner Zentralinstituts für Erziehung und Unterricht war geplant, die Schule am Meer auf Juist als Spielzentrum und Ausbildungsstätte für pädagogische Spielleiter einzurichten. Luserke wurde aufgrund seiner eigenen sozialistischen Orientierung und derjenigen der S.a.M. seit etwa 1925 durch Adolf Grimme (SPD) maßgeblich unterstützt, die Korrespondenz dazu ist erhalten. Durch die häufigen Regierungsumbildungen in Preußen verlor Grimme jedoch schon 1932 in Folge des Preußenschlags (Staatsstreich) sein Ministeramt, Luserke und die S.a.M. infolgedessen die Förderung aus Berlin; der politische Wind wehte nun durch rechts-konservative Kräfte, gegen die Basisdemokratie innerhalb der Schule am Meer. Kurz nach der Machtabtretung an die Nationalsozialisten schrieb Luserke in das Logbuch (Tagebuch) der Schule: „Hier in Meer und Eis kann einem vorkommen, Berlin wäre ein Tollhaus geworden. Freilich muß der Einsturz dieses Tollhauses auch unsere Arbeit zerstören.“ Ostern 1934 wurde das Internat vor dem Hintergrund des Antisemitismus und der nationalsozialistischen „Gleichschaltung“ geschlossen, nachdem rund ein Drittel der Schüler, diejenigen jüdischer Abstammung, aufgrund des Drucks Juister Nationalsozialisten (des Bürgermeisters, in Personalunion NSDAP-Ortsgruppenleiter, der SA und der HJ) das Internat verlassen hatten, ebenso die Lehrkräfte jüdischer Herkunft. Bereits seit ihrer Gründung 1925 hatte die S.a.M. auf Juist diesbezüglich unter Druck gestanden.
Das Laien- bzw. Rollenspiel ist heute in Deutschland fester Bestandteil an vielen Schulen und im Programm der Lehrerfortbildung. Luserkes Konzeption des „Bewegungsspiels“ wird heute wieder von Regisseuren aufgegriffen.
Luserke, der das Zusammenwirken von Schülern und Pädagogen als Kulturgemeinschaft begriff, galt als sensibler Erzieher mit einer vielseitigen handwerklichen und künstlerischen Begabung, die er im Sinne einer „Lebensbildung“ (= am realen Leben orientierte Bildung) seiner Schüler einsetzte. In Wickersdorf und auf Juist verknüpfte er grundlegende Forderungen der Reformpädagogik und Elemente der Jugendbewegung, die er seinerseits mit dem Laienspiel beeinflusste, das den expressionistischen Ausdruckstanz beinhaltete. Er sah einen Bildungswert des Laienspiels, sofern es den Eigengesetzlichkeiten des Spiels folge und nicht das professionelle Theater imitieren wolle. Mit seinem schulischen „Darstellenden Spiel“, das stets in starkem Maß auf die Persönlichkeit der jeweils agierenden Schüler zugeschnitten war, wollte er auf das professionelle Theater einwirken. Sein „Darstellendes Spiel“ war durch Aufführungen der von Émile Jaques-Dalcroze in Hellerau bei Dresden gegründeten Bildungsanstalt für Musik und Rhythmus angeregt worden. Seine Konzeption präsentierte Luserke in vielen Vorträgen und in schriftlichen Abhandlungen, die in den 1920er Jahren in Standardwerke der Tanzbewegung aufgenommen worden waren.

„Meine Treulosigkeit gegen das normal Bestehende, meine Fixiertheit auf das Neu-Schaffen, wird mir ganz richtig bescheinigt.“

Seine für die damalige Zeit sehr fortschrittliche pädagogische Praxis, die ein holistisches Konzept beinhaltete (siehe Artikel zur Schule am Meer, Abschnitt Körperbildung), basierte allerdings auf einer seinerzeit weit verbreiteten völkischen Denkweise (siehe auch: Völkische Bewegung), einem „nordisch-germanischen“ Ideal, auf Mystik und Mythen. Neben stark idealisierenden und romantisierenden Aspekten ergaben sich dadurch Parallelen zu der während der Weimarer Republik aufkommenden nationalsozialistischen Bewegung, die sich zu einem Konglomerat aus teilweise schon lange existierenden Strömungen formte.
Von völkischen bzw. nationalsozialistischen Begriffen wie „Rassenreinheit“, „Entartung“ oder „völkischer Blutsvergiftung“, und damit von einer rassistischen Ausgrenzung der Juden und anderer Bevölkerungsminderheiten, distanzierte sich Luserke in seiner programmatischen und zivilisationskritischen Schrift mit Leitsätzen für die Schule am Meer schon 1924 deutlich, noch vor dem ersten Erscheinen von Hitlers Mein Kampf:

„Wir glauben an das deutsche Wesen als an eine geistig-seelische Rassigkeit, die über allen Tagesmeinungen und Parteikämpfen als Gemeinschaft der Sprache und als eine Geformtheit und fortdauernde Formung durch gemeinsame Kulturgüter besteht. Wir glauben aber, daß sie nicht bloß als Natur vorhanden ist, sondern daß es der Verantwortung der Lebenden unterliegt, was sie mit diesem Lebenskörper anfangen. Wir rechnen zu dieser Verantwortung auch eine kraftvolle Nüchternheit gegenüber der mystischen Überbewertung des Blut- und Leibhaften und der einsiedlerisch-völkischen Nervosität. Wir glauben nicht, daß alle krankhaften Erscheinungen am Volkstum auf Vergiftung mit Fremdartigkeit, sondern wir glauben vielmehr, daß sie auf geistig-seelischer Unterernährtheit und Formlosigkeit beruhen.“

Dieses Statement wurde in vorgeblich wissenschaftlicher Sekundärliteratur vorsätzlich verfälschend auf die erste Satzhälfte stark verkürzt wiedergegeben, um Luserke als Antisemit darzustellen. Sein Standpunkt verdeutlicht hingegen, dass weder die NS-Eugenik noch das von völkisch Gesinnten und Nationalsozialisten komplementär zu Juden und anderen Minderheiten gebrauchte Antonym „Arier“ für die Schule am Meer Geltung besaßen. Luserke und das Internat vertraten auch keine nationale Grundhaltung, die sich gegen andere als „rein deutsche“ Einflüsse positioniert hätte. Umgeben von Friesen, die sich eher als eigenständige Gruppe mit eigener Geschichte, Sprache und Kultur betrachten, wäre das auch realitätsfremd gewesen. Luserke lud stattdessen auch Schüler und Studenten aus England und dem Land der seinerzeit so apostrophierten „Erbfeinde“ ein, aus dem Land also, in dem er seine so schwere Kopfverletzung erlitten hatte, die ihn zeitlebens zeichnete. Die Bühnenstücke der Schule am Meer ließ Luserke nicht nur in deutscher, sondern teils auch in englischer und französischer Sprache aufführen. Das Internat warb international für sich; es nahm Schüler aus aller Welt auf. Eine andere Hautfarbe oder Religion war für die Aufnahme keinerlei Hindernis. Nach dem 30. Januar 1933 änderte sich das durch den nahezu umgehend verstärkt ausgeübten Druck seitens Juister Nationalsozialisten. Der massiv spürbare Stimmungsumschwung veränderte das Schulleben nachhaltig, wurde durch eine ganze Reihe von Schülern und Lehrern registriert und schriftlich überliefert.
In der S.a.M. sollten die kulturellen Gemeinsamkeiten herausgearbeitet und betont werden, um zu einer „Bildung von Gesinnung“ (Grundeinstellung, Charakter) positiv beizutragen. Der Hintergrund einer seit vielen Jahrhunderten christlich-jüdisch geprägten Kultur spiegelt sich folgerichtig sowohl in der Schule am Meer als auch in Luserkes Werk wider (siehe auch: Kapitel Jüdisch-christliche Symbolik im Artikel zur Schule am Meer oder Luserkes während der NS-Zeit mit Bezug zum Judentum publizierter Buchtitel Obadjah und die ZK 14).

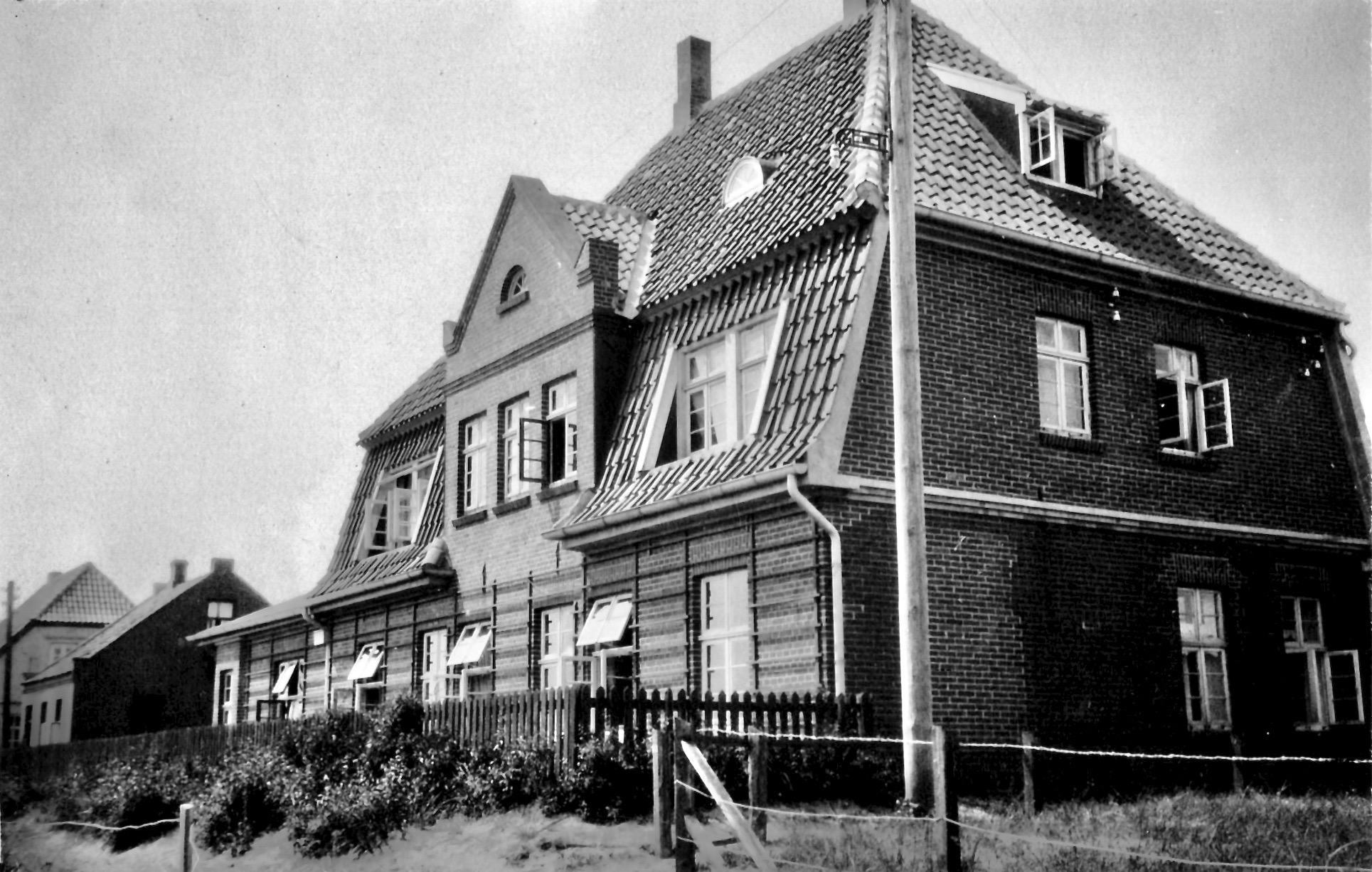
Wohnhaus do (Vorgängerbau: Logierhaus Doyen) mit Lehrerwohnungen Hafner und Luserke sowie S.a.M.-Krankenstation, um 1929

Luserke arbeitete über Jahrzehnte ganz selbstverständlich mit einer Vielzahl jüdischer Schüler, Eltern, Kollegen wie Eduard Zuckmayer, Architekten wie Bruno Ahrends, Vertrauensleuten wie Margarete Elisabeth Dispeker, Hans Hecht oder Walter Schatzki und Förderern wie Alfred Hess zusammen, mit sozialistisch oder kommunistisch orientierten Menschen wie Adolf Grimme, Horst Horster (1903–1981), Fritz Karsen, Hedda Korsch, Karl Korsch oder Paul Reiner, mit Gegnern bzw. Antipoden des Nationalsozialismus wie Alfred Ehrentreich, Walter Kaesbach, Ernst Majer-Leonhard, Herman Nohl, Robert Wichard Pohl, Christian Rohlfs oder Alfred Weber, aber auch mit teils völkisch orientierten Menschen wie Eugen Diederichs, Hans Freyer, Ernst Herdieckerhoff, Gunther Ipsen, Ludwig Kelbetz oder Ludwig Roselius, die später den Nationalsozialismus unterstützten. Diese Vielfalt von Kontakten ist auch aus heutiger Sicht keineswegs erstaunlich, denn das breite Spektrum ist Kennzeichen einer Gesellschaft und somit auch das einer Schule.
Die basisdemokratisch und dezentralisiert organisierte Schule am Meer, in der Schüler und Lehrer ein gleichberechtigtes Stimmrecht hatten, wies einen im Vergleich zu den staatlichen Schulen im Deutschen Reich recht hohen Anteil von Schülern jüdischer Abstammung auf, der rund ein Drittel betrug. Entsprechend hoch war der Anteil in der Elternschaft. Dieses Faktum und bedeutende Zuwendungen für die Stiftung Schule am Meer durch Förderer jüdischer Herkunft führten dazu, dass die Schule schon ab 1925 von Insulanern auf Juist als „Jöödenschool“ (plattdeutsch für Judenschule) verunglimpft und beschimpft wurde.
Während die meisten anderen reformpädagogischen Einrichtungen in das NS-Bildungssystem integriert wurden, verhinderte dies im Fall der Schule am Meer die von Luserke gelebte Überzeugung einer persönlichen Autonomie jedes Schülers und Lehrers. Eine solche Autonomie sowie die basisdemokratische und dezentralisierte Schulorganisation widersprachen diametral dem nationalsozialistischen Gedankengut einer bedingungslosen Unterordnung des Einzelnen. Dazu trug auch Luserkes Maxime bei, dass der Jugendphase ein eigener Wert zuzumessen sei. Dieser Wert erscheint heute als selbstverständlich, war damals jedoch eine der neuen Erkenntnisse, die sich erst während der Weimarer Zeit herausbildeten und während der NS-Zeit teilweise widerrufen wurden.
Luserke erklärte 1933 im vergeblichen Bemühen, den Fortbestand der Schule am Meer abzusichern, in Beiträgen für pädagogische Zeitschriften seine Bereitschaft, im neuen Staatssystem mitzuwirken. Für sein „Darstellendes Spiel“ verwies er auf einen angeblich „nordisch-germanischen Charakter“ von Shakespeares Dichtung. Seine jüdischen Schüler wechselten aus Angst vor antisemitischen Übergriffen durch lokale NSDAP-Anhänger und -Funktionsträger nach dem 30. Januar 1933 auf rein jüdische Schulen in Wohnortnähe ihrer Eltern, auf Internate im benachbarten Ausland oder emigrierten. Kollegen jüdischer Herkunft fühlten sich von ihm als Schulleiter im Stich gelassen; kollegiale Freundschaften zerbrachen dabei.

„Wenn die Schule im Zusammenhang mit der notwendig gewordenen Trennung von Frau Reiner sich damals nicht sofort selber auflöste, so tat sie nichts anderes, als was so ziemlich ganz Deutschland tat oder tun mußte […] Wer hätte denn wünschen mögen, unsere Schule gleichgeschaltet allmählich in einen Zustand innerer Halbheit und Zerrissenheit absinken zu sehen, wie ich ihn an anderer Stelle [19]34–35 noch aus nächster Nähe beobachten konnte [Zuckmayer wirkte danach kurzzeitig an der Odenwaldschule]; wer hätte das wünschen mögen, nur – damit eben dort Schule gehalten würde?? […] Nein, es war wohl gut und richtig so, daß Lu [Luserke] die Einsicht, die Entschlußkraft und die Härte aufbrachte, im rechten Augenblick und noch aus einem gewissen Grad von freier Entschließung heraus Schluß zu machen [die Schule am Meer zu schließen], was andern – und mir – damals nur sehr schwer eingehen wollte.“

Luserke priorisierte den Erhalt der S.a.M. mit Bühnenhalle; es war sein Lebenswerk. Er konnte jedoch kein Gegenmittel gegen den NS-Ungeist auf Juist und reichsweit finden; jeglicher Schulbetrieb in Preußen war von den Entwicklungen in Berlin abhängig. Durch den Verlust von bis zu einem Drittel der Schülerschaft und somit auch von deren zahlenden Eltern, anderen jüdischen Förderern und den jüdischen Lehrkräften geriet die private Finanzierung der S.a.M. in eine Schieflage, denn die 1931 fertiggestellte Bühnenhalle war noch abzuzahlen. In dieser Anzahl waren neue Privatschüler während der Weltwirtschaftskrise nicht akquirierbar. Als Griff nach einem Strohhalm ist daher Luserkes Offerte an die ab 1933 als staatliche Jugendorganisation vorherrschende Hitlerjugend zu bewerten, die Trägerschaft des Juister Landerziehungsheims zu übernehmen. Anfangs durchaus interessiert, lehnte dies die Reichsjugendführung (Baldur von Schirach) im Januar 1934 mit Hinweis auf den finanziellen Aspekt ab. Luserke bot die Übernahme der Schulgebäude dann noch der Landesverwaltung der Nationalpolitischen Erziehungsanstalten in Preußen an, ebenfalls vergeblich, denn dieser schwebten dafür architektonische Objekte ganz anderer Größenordnung vor.
Luserkes pädagogisches Vermächtnis lässt sich zusammenfassend als „Weltbemächtigung durch Erfahrung aus eigenem Abenteuer und Erlebnis“ beschreiben. Die unmittelbare Erfahrung „aus erster Hand“ war ihm sowohl für sich als auch für seine Schüler von ganz besonderer Bedeutung. Dieser Ansatz entspricht dem Kern der heutigen Erlebnispädagogik, für die er als ein Wegbereiter gelten kann.
Luserke war ein sehr begabter Erzähler, der unvorbereitet und unmittelbar auf Abruf seiner Schüler abenteuerliche und phantasievolle Geschichten entwickeln konnte. Diese waren nicht etwa komplett erfunden, sondern speisten sich zum Teil aus überlieferten Sagen, Mythen und Legenden sowie aus dem Erfahrungshorizont seines eigenen Lebens und dem seiner Schüler. Auf diese Weise vermochte er seinen Zuhörerkreis stets zu fesseln, denn alle wurden in irgendeiner Form Teil der sich vor ihnen entfaltenden Erzählung. Nur wenn diese von seiner Zuhörerschaft gut angenommen worden war, brachte sie Luserke später zu Papier, eine Vorgehensweise, die partiell sicherlich zu seinem literarischen Erfolg beitrug.

#### 1934 bis 1938:KrakeZK 14

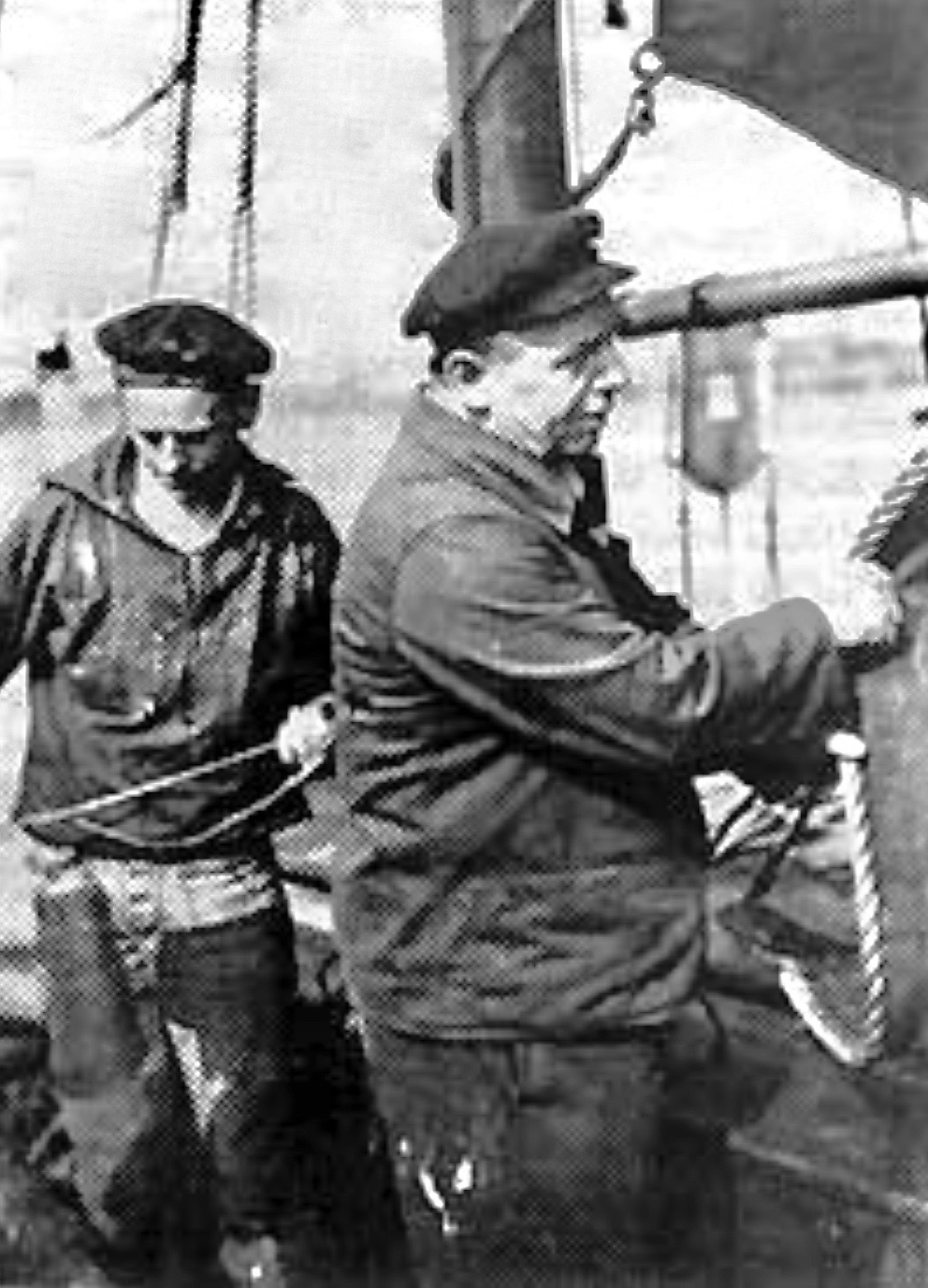
Dieter (1918–2005) und Martin Luserke an Bord der Krake, um 1935

Nach der Schließung der Juister Schule am Meer führte Luserke auf einem in den Niederlanden erworbenen Blazer ein Leben als freier Schriftsteller zur See. Mit dem Plattbodenschiff, fälschlich als Tjalk bezeichnet, legte er 1934 in Juist an, solange für ihn das Kapitel S.a.M. noch nicht vollständig abgeschlossen war. Danach jedoch kehrte er nie mehr dorthin zurück, unterhielt aber mit Kollegen und Schülern weiterhin Kontakt, beispielsweise mit Beate Köstlin (später: Uhse), Hubert H. Kelter, Jens Jürgen Rohwer und Kurt Sydow. Sein Kindheitstraum, zur See zu gehen, diente ihm nun wohl auch als temporäre Fluchtoption vor dem alles vereinnahmenden NS-Staat, aber auch zur Bewältigung seiner Frustration über sein verlorenes Lebenswerk auf Juist.

„Aber von den Machthabern konnte ich natürlich bei so vielen mißverstandenen Dingen kein ‚Vertrauen‘ erwarten. Das ist alles ganz folgerichtig und der Rücktritt und das Verschwinden auf der ‚Krake‘ ein Weg, der meiner Dichter- und Theaterart entspricht.“

Verträge mit Verlagen hatte Luserke 1934 nicht; er stach ohne ökonomische Perspektive in See. Als Schriftsteller gelang es ihm, seinen Kopf davon freizumachen und andere Prioritäten zu setzen. Mit seiner Krake (ex ZK 14), die er als schwimmende Dichterwerkstatt zu nutzen wusste, war Luserke – anfangs in Begleitung seines fünfzehnjährigen Sohnes Dieter (1918–2005) – rund vier Jahre lang in den Küstengewässern der Nord- und Ostsee unterwegs, um alte Segelrouten der Wikinger zu erkunden. Dabei entstanden beispielsweise sein erfolgreichster Roman Hasko und sein Lieblingswerk Obadjah und die ZK 14.

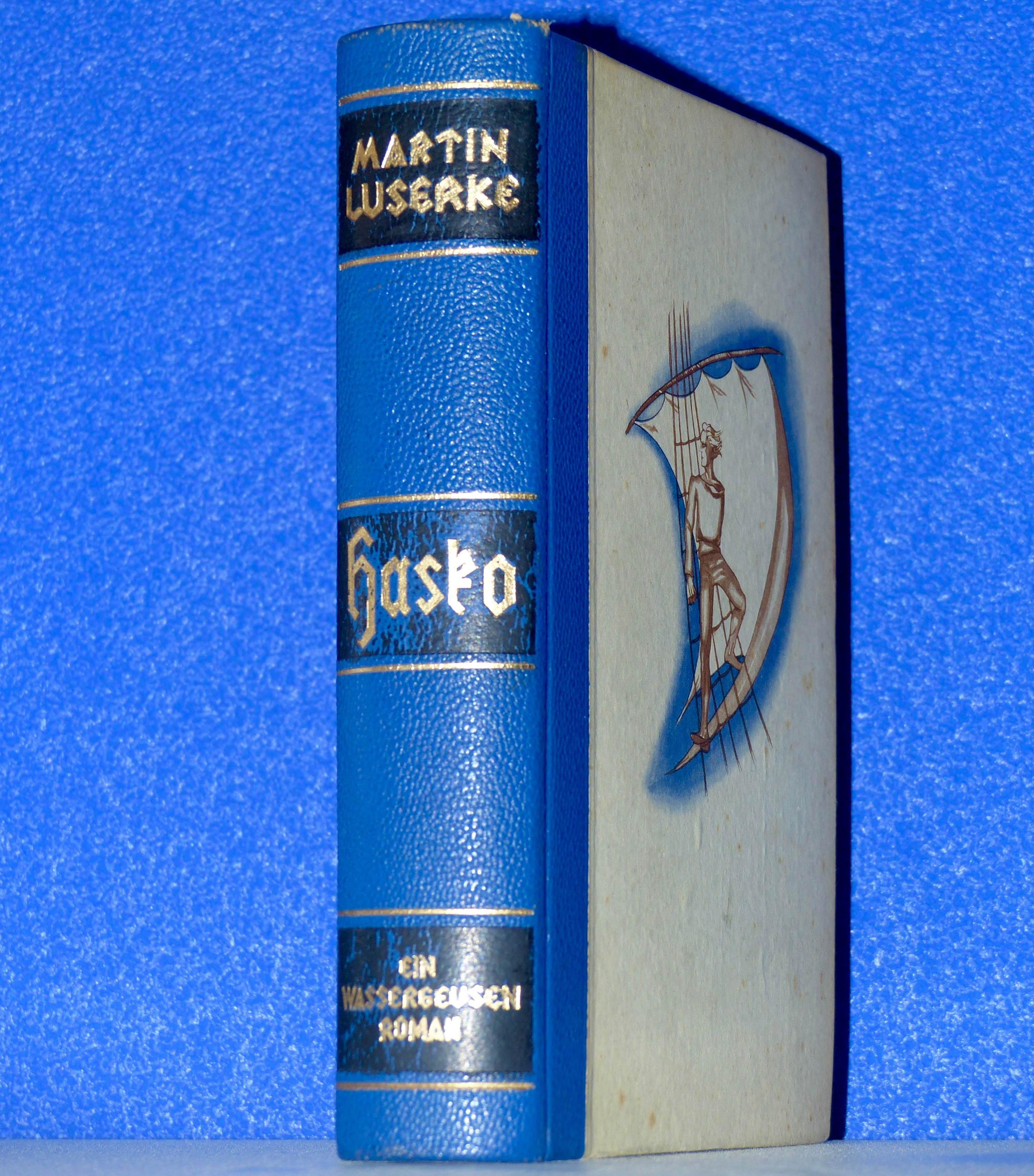
Luserkes erfolgreichster Roman Hasko, erschienen 1936

Eine eindeutige politische Positionierung Luserkes gegenüber dem NS-System blieb aus; eine NSDAP-Mitgliedschaft Luserkes ist nicht überliefert. Er blieb parteilos, obwohl er mehrfach zum Parteieintritt aufgefordert worden war. Er empfand, dass er vor der Machtabtretung an die Nationalsozialisten persönlich versagt habe, und enthielt sich jeglicher öffentlicher politischer Parteinahme, wozu sich in dem 1934 bis 1938 während der Sommermonate geführten Logbuch der Krake wiederholt und über Jahre selbstkritische Eintragungen finden. Nationalsozialistische Angebote, als Lehrer an einer Napola (NPEA) tätig zu werden, lehnte er offenbar ebenso ab wie eine Mitarbeit beim Völkischen Beobachter. Dennoch erhielt er 1935 zusammen mit zwei Kollegen, die dem NS-System nahe standen, den neu gestifteten Literaturpreis der Reichshauptstadt Berlin, persönlich überreicht von Joseph Goebbels.
In der Reichsschrifttumskammer (RSK) musste ab 30. Juli 1934 jeder Mitglied sein, der hauptberuflich schriftstellerisch tätig sein wollte. Auf Luserke traf diese Profession nach 1934 zu. Voraussetzung für die Mitgliedschaft war neben dem „Ariernachweis“ eine Prüfung, ob der Bewerber in der Vergangenheit gegen die NS-Ideologie verstoßen hatte. Ab März 1939 hatten per Anordnung Verleger und Buchhandel die systemische Konformität von Werk und Persönlichkeit der Schriftsteller zu verantworten. Als während der NS-Zeit linientreuer Schriftsteller kann Luserke jedoch nicht bezeichnet werden. Allerdings war ihm ab 1935 dezidiert an einer Arbeitsteilung zwischen Politik (hier: NS-Staat) und Dichtung gelegen; die Dichtung für das „Volk“ habe für die Seele eine neue Bilderwelt, einen Mythos, zu kreieren. Die Einsamkeit des Schriftstellers lag ihm jedoch nicht, er suchte in Erzählabenden an Bord den direkten Kontakt zu seinen Lesern, damit aber auch zu den politischen Strukturen, aus denen sich das Auditorium seiner Erzählabende nun zusammensetzte: BDM, HJ und „Landjahr“-Einberufene. 1938 jedoch wurde allen „Landjahr“-Teilnehmern der Kontakt mit Luserke untersagt.
Literarisch erfolgreich war Luserke vor allem im Dritten Reich, wozu die Motive seiner Werke – Kameradschaft, Wagnis und Bewährungsprobe – wesentlich beitrugen, aber auch seine Betonung des Nordischen und Germanischen in Verbindung mit der von ihm kreierten Kulisse von Meer und Küstenlandschaft. Luserkes literarische Publikationen enthalten aufgrund ihrer oft surrealen Sujets – soweit heute belegbar – keine NS-Propaganda, wohl aber völkische Bezüge.
Ein Vorabdruck seines Romans Obadjah und die ZK 14 oder Die fröhlichen Abenteuer eines Hexenmeisters erschien 1936 im Völkischen Beobachter. Danach erschien der Titel u. a. bei der Deutschen Buch-Gemeinschaft, der es immerhin gelang, während der NS-Zeit kein einziges Buch mit NS-Propaganda herauszugeben.

„Wer den Obadjah lieben kann, der hat mich ganz verstanden.“

Luserkes Bücher wurden danach mehrfach wieder aufgelegt, auch im Zentralverlag der NSDAP, dem Franz-Eher-Verlag. Widersprüche zwischen der NS-Politik und seinen dichterischen Absichten blieben Luserke verborgen, er kritisierte jedoch teils wiederholt Aspekte der NS-Literaturpolitik. Dies führte jedoch nicht zu einer grundsätzlichen Auseinandersetzung mit der NS-Politik oder etwa deren Ablehnung. Insgesamt ließ er während dieser Jahre eine unabhängige Urteilsfähigkeit und Distanz vermissen.

#### 1938 bis 1968: Meldorf in Holstein

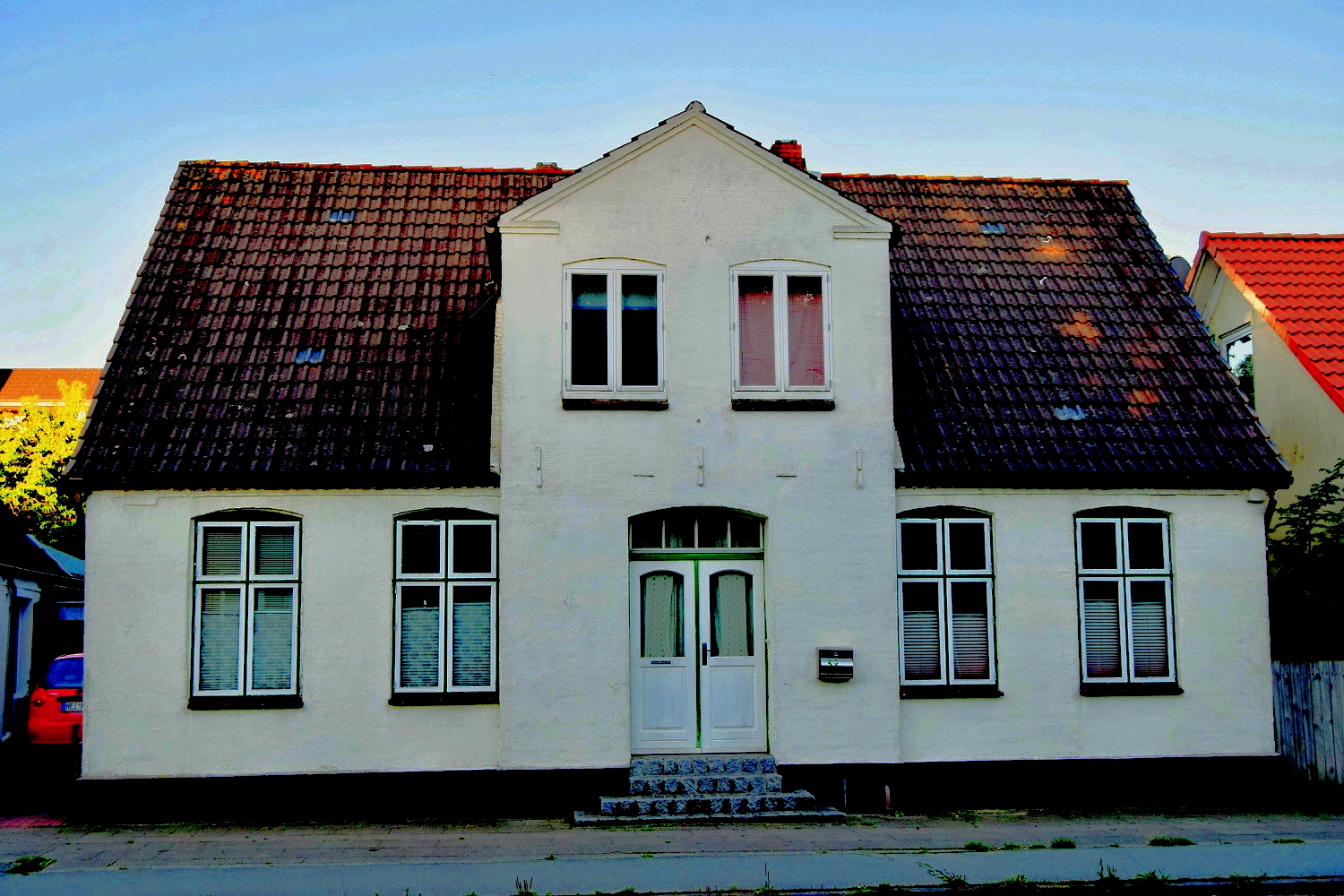
Heutige Ansicht des ehemaligen Wohnhauses Luserkes in Meldorf, Dithmarschen, Holstein, Jungfernstieg 37

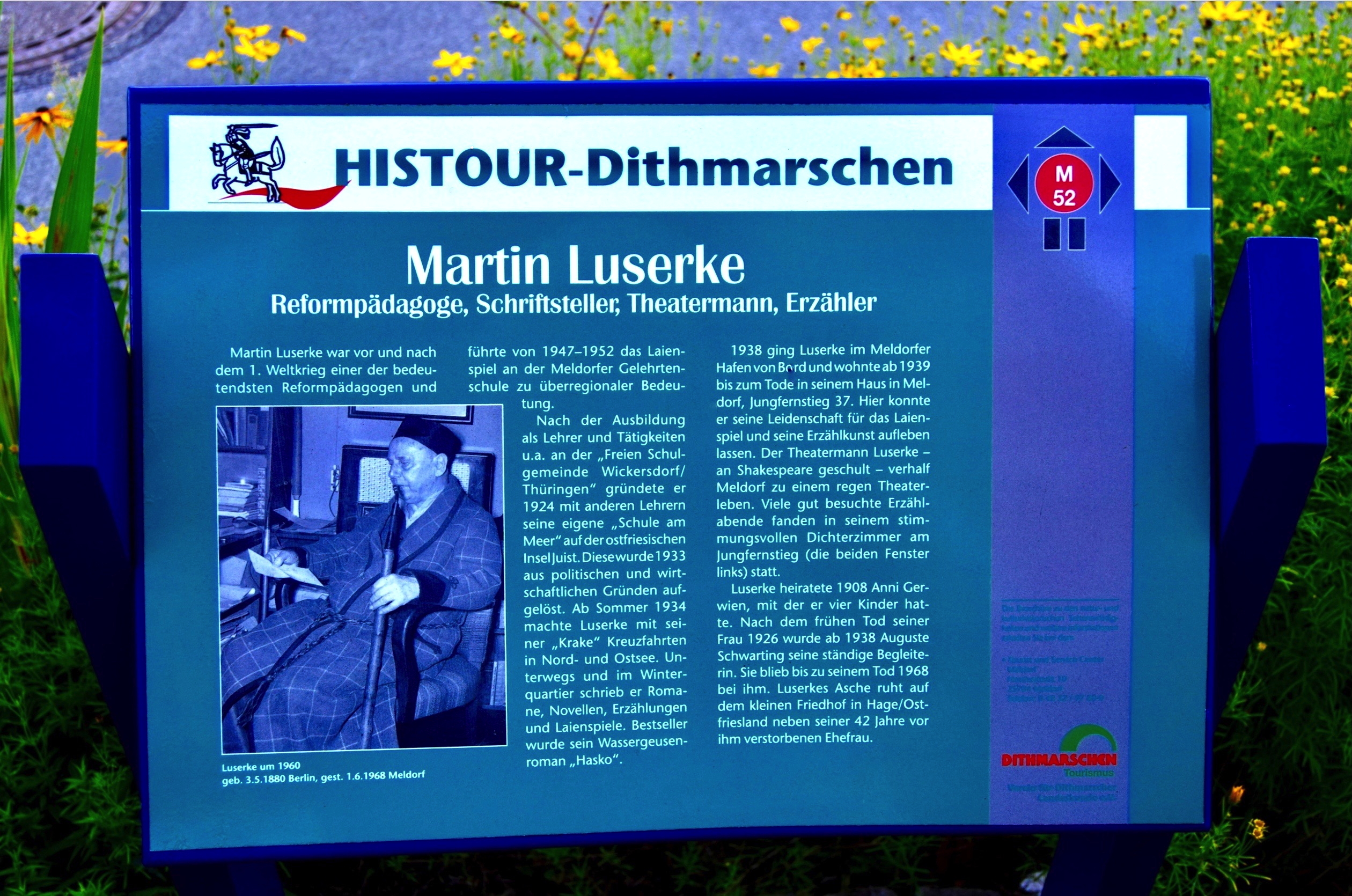
2010 errichtete Infotafel nahe dem früheren Wohnhaus in Meldorf

Luserke überwinterte ab Ende 1938 unplanmäßig in Meldorf (Holstein) und musste dann wegen der 1939 für private Schiffe gesperrten Betriebsstoff- und Proviantzuteilung und der Verminung der deutschen Küstengewässer an Land bleiben. Erst nach dem zweiten Überwintern 1940 siedelte er sich nach eigener Aussage fest dort an. Ab diesem Zeitpunkt entstand eine Vielzahl von Texten für sein „Bewegungsspiel“ und eine Wikinger-Trilogie. Sein erzählerisches Werk setzte er fort. Zahllose Menschen suchten seine mystischen Erzählabende auf. Mit der Meldorfer BDM-Gruppe knüpfte er wieder an das „Darstellende Spiel“ an.
In seinem kleinen Haus am Jungfernstieg dominierte sein Arbeitszimmer, das er als „Werkstatt“ bezeichnete. Während seiner Kriegsgefangenschaft um 1918 entstandene Schnitzereien, die in der Kajüte der Krake die Wände schmückten, fanden sich nun in seinem Arbeitszimmer wieder. Die Ankerlampe seines Schiffes bot stimmungsvoll gedämpftes Licht, der Festtagswimpel der Krake, der bei besonderen Anlässen einst ganz oben am Mast flatterte, hing nun zwischen den beiden Arbeitszimmerfenstern an der Wand. Die vielen im Frühjahr 1934 auf der ZK 14 entdeckten Schnapskruken wurden in seinem Garten hinter dem Haus zur Eingrenzung des mittleren Beetes verwendet.
Ab 1938 nahm Luserke an den vom Reichsministerium für Volksaufklärung und Propaganda veranstalteten Weimarer Dichtertreffen teil, der wichtigsten literarischen Veranstaltung im NS-Staat, die ab 1940 als Europäische Dichtertreffen auch dem Nationalsozialismus nahestehende Schriftstellern aus den besetzten Ländern Europas offen standen. Der u. a. für die Literatur zuständige Reichsminister Joseph Goebbels lud auch gezielt Schriftsteller ein, die wie Luserke dem Regime eher fernstanden.
Bis Kriegsbeginn sollen seine Werke eine Auflage von annähernd 1 Million erreicht haben. Durch seinen Bekanntheitsgrad wurde er 1940 im Rahmen der Truppenbetreuung der Wehrmacht als Erzähler verpflichtet, konnte sich dem jedoch relativ kurzfristig wieder entziehen. Dabei lernte er den späteren Lehrer der Meldorfer Gelehrtenschule, Hugo Herrmann, kennen.
Während des Zweiten Weltkrieges wurde ein Teil seiner gedruckten Erzählungen und Romane als Feldliteratur für die Soldaten durch die Soldatenbücherei des Oberkommandos der Wehrmacht (OKW), Allgemeines Wehrmachtsamt, Abteilung Inland, herausgegeben, so beispielsweise Der Gryperspuk in einer Auflagenhöhe von etwa 50.000–70.000 Exemplaren, Geschichten von See und Strand oder Strandwölfe, die in vier Auflagen (Bertelsmann Gütersloh, Zander Berlin, Hauschild Bremen, Willmy Nürnberg) bis zu 110.000 Exemplare erreichten. Diese ließen sich dank des verwendeten Kleinoktav-Formats bequem der Feldpost beilegen. Auch das Oberkommando der Kriegsmarine (OKM) war Herausgeber von Luserkes Werken, beispielsweise mit einem Auszug aus Reise zur Sage in der Reihe Soldaten erzählen sich Geschichten. Hierzu ist anzumerken, dass insbesondere das OKW auch Werke missliebiger Autoren drucken ließ.
1943/44 verfasste Carl Zuckmayer für das US-amerikanische Office of Strategic Services (OSS), den Vorläufer der Central Intelligence Agency (CIA), ein erst 2002 veröffentlichtes Dossier, das auch eine Charakterisierung Luserkes und der Schule am Meer beinhaltet (siehe Artikel Schule am Meer, Abschnitt Kritik). Diese war möglicherweise durch eine Antipathie gegenüber Luserke beeinflusst, auf die Zuckmayer in seinen Ausführungen jedoch explizit hinweist.
Während des Luftkrieges gingen in Verlagshäusern Teile von Luserkes Manuskripten durch Brand verloren, kurz vor Drucklegung des dritten Teils seiner Wikinger-Trilogie auch Korrekturfahnen. 1945 war er als Barde ehrenamtlich in holsteinischen Lagern aktiv, in denen Wehrmachtsangehörige interniert wurden. Dies wurde jedoch im Juli 1945 untersagt, nachdem ihm die britische Militäradministration wegen seiner schriftstellerischen Tätigkeit während des Dritten Reiches eine Nähe zum NS-System vorwarf. In der sowjetischen und der US-amerikanischen Zone wurden Luserkes Werke verboten.
Sein veröffentlichtes Werk geriet deshalb in der Nachkriegszeit vorübergehend aus dem Fokus, auch weil urheberrechtliche Fragen zu klären waren, die sich aus der Liquidation von Verlagen, der Teilung Deutschlands in Besatzungszonen und schließlich der deutschen Teilung in Ost und West ergaben. Beim Voggenreiter-Verlag in Potsdam lagen ihm zustehende Tantiemen in nennenswerter Höhe auf Eis. Für Luserke, der trotz und wegen jahrzehntelanger Arbeit als Lehrer und Schulleiter an privaten Landschulheimen keinen Pensionsanspruch besaß, hatte dies gravierende ökonomische Folgen. Erst spät wurde ihm eine staatliche Pension bewilligt.
Durch Vermittlung von Wilhelm Flitner beim Hamburgischen Senator Heinrich Landahl erhielt Luserke einen Lehrauftrag am Sozialpädagogischen Institut (SPI) in Hamburg, eine finanzielle Entlastung, für den über 65-jährigen Luserke gleichzeitig jedoch eine erhebliche Belastung, weil die Zugfahrten zwischen Meldorf und Hamburg in der Nachkriegszeit sechs bis sieben Stunden dauerten und die im Winter oft vereisten Waggons ungeheizt blieben.
Als Lehrbeauftragter für Laienspiel war er von 1947 bis 1952 an der Meldorfer Gelehrtenschule tätig, seine erste Lehrtätigkeit an einer staatlichen Schule. Diese Oberschule (heute: Gymnasium), an der seine Schüler von ihm als „Der Käptn“ oder gar „Der Meister“ sprachen, während ihn seine Kollegen als „Der Zauberer“ bezeichneten, kennzeichnete er als sein „Arbeitslabor“. Das von ihm so bezeichnete „Bewegungsspiel“ benannte er 1950 in der dann weiterentwickelten und ausgereiften Ausprägung als „Meldorfer Spielweise“, die er als einen eigenen Stil des Laienspiels charakterisierte, das gemeinsam in einer Bauhütte entwickelt wurde. Seine Shakespeare-Forschung hatte Luserke zu der Überzeugung geführt, dass Shakespeares Werke ebenfalls in einer Bauhütte entstanden waren. Noch mehrere Jahre danach blieb Luserke dem „Darstellenden Spiel“ an der Meldorfer Gelehrtenschule verbunden.
Seine Bewegungsspiele wurden während mehrerer „Musischer Tagungen“ der Landesregierung auszugsweise szenisch vorgeführt und von einem breiten Publikum von Pädagogen aus dem Bundesgebiet diskutiert, in Anwesenheit von hochrangigen Ministerialbeamten des Volksbildungs- und späteren Kultusministeriums, auch des Ministers für Volksbildung, Wilhelm Siegel.
Luserke begründete mit dem Meldorfer Pädagogen Heinrich Lohse (1907–1998) die „Musikalischen Ferienlehrgänge“ in Schloss Nehmten am Plöner See, an denen jährlich Schüler unterschiedlicher Bildungseinrichtungen teilnahmen, um sich musisch bzw. darstellerisch weiterzubilden, darunter Bernd Rohwer und Friedemann Rohwer, zwei Söhne von Jens Rohwer.
An der Jugendgruppenleiterschule in Bündheim bei Bad Harzburg leitete Luserke jährliche Schulungen. In Kooperation mit der Volkshochschule Meldorf fanden in seinem Arbeitszimmer Lesungen und Erzählungen mit jeweils bis zu dreißig Zuhörern statt.
In seinen letzten Lebensjahren arbeitete Luserke an der Vollendung seiner Auffassung vom Spiel der Shakespeare-Komödien und an seiner Lebensphilosophie. Von einem Hörfunkreporter des Norddeutschen Rundfunks aus Anlass seines 75. Geburtstages danach befragt, was für ihn das Bestimmendste in seinem Leben gewesen sei, antwortete er:

„Wenn ich jetzt zurückblicke, so gibt es drei Dinge, die bestimmend gewesen sind: Das eine ist die Nordsee, mal ganz allgemein gesagt, das andere ist die Erziehung, die Bildung, das Pädagogische, und das dritte ist das Abenteuer des Lebens.“

Er starb im Alter von 88 Jahren in Meldorf und wurde im ostfriesischen Hage neben seiner Ehefrau Annemarie († 1926) begraben. Im Jahr 2018 wurde die Grabstelle aufgelassen. Der Grabstein von Martin Luserke wurde vom Heimatverein Juist auf die Insel überführt und dort auf dem Dünenfriedhof innerhalb eines kleinen Areals für Ehrengräber positioniert.

### Engagements
- Auf dem Ersten Freideutschen Jugendtag am 11. und 12. Oktober 1913 grenzte sich Luserke in seiner Ansprache deutlich von der Auffassung seines Vorredners Gustav Wyneken vom Vorabend ab. Während Wyneken entschieden die „Eigengesetzlichkeit“ und Herrlichkeit der Jugend betont hatte, bezeichnete Luserke die Jugendphase als eine „Zeit der Vorbereitung“, eine „Zeit wesentlich abgekehrter Sammlung und der Reifung“, die sich von der Zeit des Erwachsenenlebens, „der Reife und des Wirkens“ erheblich unterscheide. In der Jugendphase müsse man sich „die großen grundlegenden, richtunggebenden inneren Werte erwerben“, die dann „ein Leben lang vorhalten“ sollen. Die Frankfurter Zeitung, die über die Tagung auf dem Hohen Meißner ausführlich berichtete, bezeichnete Luserkes Ansprache als „das Beste und Feinste, was auf der ganzen Tagung gesagt worden ist“.[179]
- 1922 hielt FSG-Schulleiter Luserke im Rahmen der vom Zentralinstitut für Erziehung und Unterricht, dem Bund Entschiedener Schulreformer, dem Deutschen Reichsausschuß für Leibesübungen und der Zentralkommission für Sport und Körperpflege in Berlin durchgeführten Tagung zur künstlerischen Körperschulung, die auch praktische Vorführungen beinhaltete, einen Vortrag über künstlerische Körperbildung in der Freien Schulgemeinschaft. Dabei wurden die Unterrichtskonzepte von Rudolf Bode, Émile Jaques-Dalcroze, Elizabeth Duncan, Rudolf von Laban, Bess Mensendieck und der Loheland-Gymnastik einander gegenübergestellt. Zu den weiteren Vortragenden zählten Paul Bekker, Franz Kirchberg, Ludwig Klages, Clara Schlaffhorst und Max Tepp.[180]
- 1923 unterschrieb Luserke als Schuldirektor der Freien Schulgemeinde Wickersdorf den Aufruf für das Hungerhilfe-Komitee der KPD-nahen Internationalen Arbeiterhilfe von Willi Münzenberg, den auch Georg Graf von Arco, Hermann Bahr, Adolf Behne, Adolf Busch, Franz Theodor Csokor, Wilhelm Dieterle, Albert Einstein, Richard Eickhoff, Arthur Eloesser, Franz Carl Endres, Ottomar Enking, Olga Essig, Otto Falckenberg, S. Fischer, Leonhard Frank, Eduard Fuchs, George Grosz, Joseph Gutmann, Dr. Hallbauer (Direktor des Dafu-Konzerns), Fannina W. Halle (1881–1963), Hans von Hentig, Wilhelm Herzog, Wieland Herzfelde, Max Hodann, Franz Carl Alphons Horten (1876–1947), Herbert Ihering, Siegfried Jacobsohn, Leopold Jeßner, Karsten Nielsen (Redakteur der Freien soz. Agrar-Korrespondenz), Bernhard Kellermann, Leo Kestenberg, Berta Lask, Otto Lehmann-Rußbüldt, Albert Liebmann (1865–1924), Paul Löbe, Moritz Melzer, Albrecht Mendelssohn Bartholdy, Otto Nagel, Franz Oppenheimer, Max Osborn, Emil Preetorius, Bruno W. Reimann, Ernst Rowohlt, Hermann Sandkuhl, Erich Schairer, Max von Schillings, Arthur Segal, Ernst Simmel, Hans Simons, Helene Stöcker, Ernst Toller, Heinrich Waentig, Adolf Weißmann, Franz Werfel, Johannes Werthauer, Paul Westheim, Ines Wetzel (1872–1938) und G. Wolf (z. Zt. nicht identifizierbar) unterzeichneten.[181][182]
- Luserke nahm an Treffen der zusammen mit Alfred Andreesen, dem Nachfolger von Hermann Lietz in dessen Landerziehungsheimen in Ober-Hambach an der Odenwaldschule gegründeten Vereinigung der Freien Schulen – Landerziehungsheime und Freie Schulgemeinden – in Deutschland teil. Dabei ging es hauptsächlich um pädagogisch-konzeptionelle Parallelen und Ähnlichkeiten dieser Schulen, weniger um ökonomische oder verwaltungsrechtliche Aspekte.[183]
- Zusammen mit einer der ersten Sozialwissenschaftlerinnen Deutschlands, Elisabeth Jaffé Freiin von Richthofen, dem Fabrikanten, Kunstsammler und -mäzen Alfred Hess, dem Schweizer Pädagogen Rudolf Aeschlimann, dem österreichischen Maler Fritz Hafner und dem promovierten Chemiker Paul Reiner bildete Luserke das Kuratorium der im Oktober 1924 gegründeten Stiftung Schule am Meer.
- Luserke war maßgeblich an den „Musischen Tagungen“ der Schleswig-Holsteinischen Landesregierung beteiligt, die in den 1950er Jahren von Pädagogen bis zur Ministerialebene aus mehreren Regionen Deutschlands besucht wurden und an der Meldorfer Gelehrtenschule stattfanden.[171][173][170]
- Gemeinsam mit Heinrich Lohse begründete Luserke die „Musikalischen Ferienlehrgänge“ in Schloss Nehmten am Plöner See, an denen jährlich Schüler verschiedener Bildungseinrichtungen Schleswig-Holsteins teilnahmen, um sich musisch bzw. darstellerisch weiterzubilden.[171]

### Kontakte
Siehe auch: Liste bekannter Personen mit Bezug zur Schule am Meer (Auswahl)

### Mitgliedschaften
Martin Luserke war offenbar Freimaurer. In diesbezüglichen Veröffentlichungen werden er, sein Wirken und seine Werke mehrfach erwähnt. Es gibt einen 1914 verfassten Essay Luserkes, erschienen im Wochenblatt für Freimaurer Der Herold, in dem er sich als Leiter der Freien Schulgemeinde Wickersdorf mit dem Thema Freimaurerei und Pädagogik beschäftigt. An anderer Stelle wird er 1926 in den Mitteilungen aus dem Verein Deutscher Freimaurer von dem Vorstandsmitglied Prof. Dr. Georg Ehrig aus Leipzig als „Br. Martin Luserke“ bezeichnet, wobei das Kürzel „Br.“ (= Bruder) konkret auf seine Mitgliedschaft verweist. Während der Zeit des Nationalsozialismus wurde Freimaurerei verboten. Widerstand dagegen gab es kaum.

## Ehrungen
- 1935 – 1. Preisträger des Literaturpreises der Reichshauptstadt Berlin für den Roman Hasko[38]
- 1950 – Ehrenmitglied des schleswig-holsteinischen Schriftstellerverbandes
- 1954 – Verdienstkreuz am Bande des Verdienstordens der Bundesrepublik Deutschland für herausragende Leistungen um das „Darstellende Spiel“ (Laienspiel)[189]
- 1958 – Friedrich-Hebbel-Preis
- 1960 – Goldene Medaille der Christian-Albrechts-Universität zu Kiel[175]
- 1986 – Die Landesbibliothek Kiel überließ dem Heimatverein Juist das Mobiliar Luserkes als Dauerleihgabe; dieser stellt es seitdem auf der Insel in Haus Sibje zur Besichtigung aus.[190]
- 1987 – Am 4. Mai wurde an der Hauswand des ehemaligen Wohnhauses von Martin Luserke am Jungfernstieg in Meldorf eine von Hans Gelhaar († 1988) initiierte und von Siegfried Frings (* 1946) gefertigte Gedenktafel aus Schiefer mit vergoldeter Gravur enthüllt,[16][191] 1993 aus Anlass des 25. Todestages Luserkes neu vergoldet.[192]
- 2010 – Nahe dem ehemaligen Wohnhaus von Martin Luserke am Jungfernstieg in Meldorf wurde eine Hinweistafel (Histour Dithmarschen M52) aufgestellt.[193]
- 2019 – Der aus Hage überführte Grabstein der seitens der Luserke-Nachfahren aufgelassenen Grabstelle von Annemarie und Martin Luserke wurde vom Heimatverein Juist innerhalb eines kleinen Areals für Ehrengräber auf dem Dünenfriedhof Juist positioniert.[178]

## Kritik
- Die Schauspielerin und Theaterregisseurin Maria Becker erinnerte, dass Luserke trotz vieler Freiheiten, die er seinen Schülern zugestand, sehr streng sein konnte und für seine Strafarbeiten berüchtigt war. So habe er etwa den Index der Bibel oder die kleinen Propheten wie beispielsweise Amos, Hosea, Joel auswendig lernen lassen.[194] Darunter befand sich auch der Prophet Obadja, dessen (jüdischen) Namen Luserke während der NS-Zeit als Titel und Titelfigur für sein literarisches Lieblingswerk nutzte.
- Die Schauspielerin Maria Fein bezeichnete Luserke während des Besuchs einer Aufführung in der Bühnenhalle der Schule am Meer als „Theatergenie“.[194]
- Der Pädagoge Hans-Windekilde Jannasch beschreibt Luserke als „Mittelpunkt“ der Freien Schulgemeinde, wo er ihn (wie in Niesky und Haubinda) selbst miterlebt hat. Deren „Blütezeit in den Jahren 1909–19“, abzüglich zweieinhalb Jahren Kriegsteilnahme und -gefangenschaft, sei „wesentlich durch die Persönlichkeit Luserkes bestimmt“ gewesen. Eine „Fülle von schöpferischen Anregungen“ sei von ihm ausgegangen; seine „vielseitige musische Begabung“ habe „das Leben der Schule befruchtet“; er habe verstanden, Atmosphäre zu bilden. Er sei „schon damals aus dem Christentum ausgewandert“ gewesen und „auf dem Rückwege zu jener magisch-nordischen Weltansicht, die sich später in seinem Schrifttum ausspricht, und die ihn bewog, seine Schule am Meer auf der Insel Juist zu gründen“.[195]
- Der Pädagoge, Schriftsteller und Publizist Martin Kießig, der Luserke persönlich kannte, meint: „Martin Luserke war eine der eigenartigsten und eigenwilligsten Gestalten des deutschen Geisteslebens in diesem [20.] Jahrhundert, eine Begabung von phänomenaler Spannweite: führend in der Laienspielbewegung, Pädagoge und Schulreformer […], Shakespeareforscher, Historiker auf den Spuren der Wikinger und Geusen, mathematisch, musikalisch, bildnerisch begabt“.[196]
- Die auf den Widerstand gegen den Nationalsozialismus fokussierende Publizistin und ehemalige Schulleiterin Anneliese Knoop-Graf beschreibt Luserke in Bezug auf sein literarisches Werk als „oft idealistisch verklärend“ und als „im Gedankengut der Jugendbewegung verwurzelt“. Er behandele in seinen Büchern „meist mythische Stoffe aus der Traum- und spukhaften Welt der Nordsee, der Wattenküste und ihrer Bewohner“.[197]
- In einem von der Erziehungswissenschaftlerin Barbara Stambolis herausgegebenen Buch behauptet Walter Laqueur ohne jeglichen Beleg, Luserke sei „ein Antisemit, von den Nazis gefördert, aber das meiste Geld für seine Unternehmungen kam von Juden und als Pädagoge zählte er zum fortschrittlichen Lager“.[198]
- Der promovierte Pädagoge Horst Müller (1929–2020), in rund fünfzig Jahren Laienspiel mit Schülern, Studierenden und älteren Erwachsenen sowie elf eigenen Bühnenstücken theatererfahren, postuliert in seiner jüngsten Publikation von 2016, es sei „nicht erwiesen“, ob Martin Luserke ein Antisemit gewesen sei.[199] Ausgangspunkt seiner Ausführungen ist dabei eine kurze Passage in Luserkes Bühnenstück-Groteske Blut und Liebe aus dem Jahr 1906, erstmals veröffentlicht 1912 und später immer wieder neu bearbeitet. Diese spielt im Hochmittelalter (etwa 1050 bis 1250), in dem Juden Außenseiter der entstandenen christlichen Ständegesellschaft waren, zu den Zünften keinen Zugang hatten, nur geächtete Berufe ausüben konnten, sozial und religiös nicht anerkannt waren und mit Missgunst betrachtet wurden. Müller zufolge komme in Luserkes Groteske ein von einem Ritter gefangen gehaltener Jude vor, der von diesem Ritter als „verdammter Judenhund“ tituliert werde. Für das Hochmittelalter war dies möglicherweise nicht ungewöhnlich. Politische Korrektheit stand nachweislich weder im Mittelalter noch zur Entstehungszeit dieser Luserke-Groteske unter Wilhelm II. auf der Agenda (siehe Antisemitismus (bis 1945) und Judenfeindlichkeit).
- Barbara Korte verweist in ihrer Dissertation aus dem Jahr 2017 darauf, dass Luserke seine als jüdisch beschriebenen Figuren ganz unterschiedlich angelegt habe, z. B. als negativ gezeichneter Giftmischer in Blut und Liebe[200], aber auch positiv als beliebter netter „Mauscheltyp“ mit durchaus differenzierter Charakteristik (Moses In: Der Brunnen If[201]).[202] Zudem überlasse es Luserke den jeweils agierenden Laienspielgruppen, wie sie die Figuren in ihren Aufführungen konkret auslegen, denn er gebe dazu keine Regieanweisungen.[203] Ihre an anderer Stelle vorgenommene Klassifikation Luserkes als Antisemit behauptet Korte unzureichend belegt.[204]
- Die Pädagogin Gertrud von Hassel beurteilte Luserkes Arbeit an der Meldorfer Gelehrtenschule als „eine fünfjährige, überaus glückliche und fruchtbare Phase […], die positive Entwicklungen bei den Schülern auslöste. Diese fünf Jahre mit Luserke waren für die Schule ein Glücksfall.“[205]
- Karl-Ulrich Meves, Schauspieler und Synchronsprecher aus Hamburg, war als Schüler an der Meldorfer Gelehrtenschule und Akteur bei Luserkes Bauhütten: Luserke „hat […] die Lokomotive meines beruflichen Lebens auf die richtigen Gleise gesetzt. […] Dafür hat Lu einen Platz in meinem Herzen.“[11]
- Der Pädagoge und Publizist Rudolf Mirbt kommt hinsichtlich Luserkes Rolle für das Darstellende Spiel in der Schul- und Jugendarbeit zu folgendem Fazit: „Ohne Martin Luserke hätte sich das Laienspiel niemals so entfaltet, wie es 1920–1933 möglich wurde.“[206]
- Der Erziehungswissenschaftler Jürgen Oelkers bezeichnet Martin Luserke, Hermann Lietz und Gustav Wyneken als „Außenseiter“. Diese als „große Pädagogen“ zu stilisieren, sei Teil einer Selbstinszenierung gewesen, durch die man Anhänger und Kunden gesucht habe.[207]
- Der Erziehungswissenschaftler Klaus Prange meint mit Bezug auf Luserkes 1925 erschienenes Buch Schule am Meer – Ein Buch vom Wachsen deutscher Jugend geradeaus vom Ursprünglichen bis ins Letzte, bei Luserke eine „Mischung aus regressiver Ideologie und künstlerischer Stilisierung“ zu erkennen. „Das Leiden an der Gegenwart“ rette sich „in ein Formgefühl, das sich über einen vormodernen Zustand der Kunst“ stabilisiere. „Die abgelegten Moden von gestern“ würden „gewissermaßen zur Dauertracht des unglücklichen Bewusstseins“. „Frappant“ sei „die Parallele zu [Rudolf] Steiner: Die Ästhetisierung der Erfahrung gibt sich als Weltschicksal“.[208]
- Der Komponist, Musikwissenschaftler und -pädagoge Jens Rohwer bezeichnete retrospektiv seinen multibegabten Lehrer Luserke als hervorragenden Bach-Pianisten. Dessen stark musisch orientiertem Landerziehungsheim, durch das Rohwer mit der Jugendbewegung und der daraus hervorgegangenen Jugendmusikbewegung in alltägliche Berührung kam, schrieb Rohwer zu, ihn während seiner Jugend am stärksten geprägt zu haben.[209] Rohwer hatte die Schule am Meer von Oktober 1930 bis April 1934 als Stipendiat absolviert und dort seine Reifeprüfung als einziger Schüler mit Auszeichnung abgelegt.[210]
- Der Erziehungs- und Theaterwissenschaftler Hans Peter Schöniger stellt fest: „…in Pädagogenkreisen und der Öffentlichkeit [war es] in der Vergangenheit sehr still um die Person Martin Luserke. Das mag an dem Umstand gelegen haben, daß viele Martin Luserke in seiner Begeisterung für die nordisch-germanische Mythenwelt (fast alle seine Erzählungen handeln davon) als geistigen Wegbereiter nationalsozialistischen Gedankenguts bezeichnet haben. Über einen solchen Vorwurf muß man (auch im Zuge einer kritischen Aufarbeitung des Themas Reformpädagogik und Faschismus) streiten dürfen.“[78]
- Der Erziehungswissenschaftler Ulrich Schwerdt konstatiert, der kreative und sensible Pädagoge Luserke habe die reformpädagogische Diskussion auf dem Gebiet des Darstellenden Spiels durch einen in Wickersdorf und Juist entwickelten eigenständigen Ansatz wesentlich geprägt und sei der bedeutendste Protagonist der deutschen Reformpädagogik auf diesem Gebiet. Er habe das zukunftsweisende pädagogische Profil (Koedukation, Schulgemeinde) der Freien Schulgemeinde in Wickersdorf, die in den 1910er Jahren als eine der progressivsten deutschen Erziehungseinrichtungen galt, maßgeblich praktisch entwickelt, während Gustav Wyneken allenfalls deren Theoretiker war. An der Schule am Meer im Loog auf Juist habe Luserke in einer Breite und Intensität wie an keiner anderen reformpädagogischen Schule musische Elemente zur Geltung gebracht. Insbesondere der sozialdemokratische preußische Kultusminister Adolf Grimme habe dieses Potenzial erkannt und in das staatliche Schulwesen integrieren wollen. Die Schule am Meer sei mit ihrem Konzept einer Gleichwertigkeit des künstlerischen, wissenschaftlichen und sportlichen Unterrichts bis hinein in die heutige Schulwirklichkeit vorbildlich. Die S.a.M. habe diesbezüglich bis zum heutigen Tag nichts von ihrer Faszination eingebüßt. – Luserkes Manko habe im Fehlen eines pädagogischen Konzepts gelegen, das seine Schüler dazu hätte befähigen können, die reale Gegenwart kritisch wahrzunehmen, an ihr selbstbewusst teilzuhaben und sich langfristig im Sinne einer weiteren Demokratisierung einzusetzen. Das antirational-mythische Menschen- und Gesellschaftsbild Luserkes sei mit einer Erziehung, der es um Aufklärung, Mündigkeit und demokratische Teilhabe gehe, nicht vereinbar. – Gegenüber dem Nationalsozialismus habe Luserke versagt, mit dem NS-Staat ohne persönliche Vorteile anzustreben kooperiert und ihn befürwortet. Moralische Empörung über Luserkes Verhalten zum Faschismus sei jedoch fehl am Platz. Auf öffentliche Bekenntnisse zum „Führer“ und zur NS-Politik habe Luserke verzichtet, dafür materielle Opfer, Verdächtigungen und Kränkungen in Kauf genommen. Luserkes kulturkritische Kategorien, mit denen er vor 1933 gesellschaftliche Prozesse betrachtet habe, und die ästhetischen Maßstäbe, mit denen er politische Herrschaft beurteilte, hätten sich nach 1933 als mit der NS-Ideologie durchaus vereinbar dargestellt. Dabei sei es Luserke um eine organische und widerspruchsfreie Kultur- und Schicksalsgemeinschaft gegangen, die sich mit der NS-„Volksgemeinschaft“ in Einklang bringen ließ. – Die biologistisch-rassistische Ideologie des NS-Regimes habe Luserke hingegen im Kern nicht geteilt.[211]
- Der Musikwissenschaftler Kurt Sydow: „Ich bekenne, durch Begegnung mit Laienspiel und Sage, Erziehung und Unterricht, das heißt, durch die Begegnung mit Martin Luserke in Bewegung geraten zu sein und meinen eigenen Weg dadurch gefunden zu haben.“[212]
- Die Pilotin und Unternehmerin Beate Uhse bezeichnet Luserke in ihrer Autobiographie als ihren „Lieblingslehrer“. Er sei „ein phantastischer Mann“, „großzügig und geistreich“ sowie „verständnisvoll“ gewesen.[64]
- Der Soziologe und Nationalökonom Alfred Weber adressierte Luserke in einem Offenen Brief, der am 28. Februar 1925 in der renommierten Frankfurter Zeitung veröffentlicht wurde: „Ich habe auch noch kaum eine so schöne, praktische Umreißung der Aufgabe heutiger Erziehung auf ihrer höchsten Stufe gefunden, und was Sie darüber geben, ist – das ist das allerbeste – nur die Theoretisierung Ihrer mit Erfolg durch lange Jahre geübten Praxis“.[213]
- Die Autorin Gudrun Wilcke (Pseudonym: Gudrun Pausewang) notierte in ihrer Arbeit über Die Kinder- und Jugendliteratur des Nationalsozialismus… zu Luserkes Laienspiel-Groteske Blut und Liebe: „Nanu! – Das sind keine nationalsozialistischen Töne! Und auch das Ende von BLUT UND LIEBE hört sich an wie der Anflug einer Kritik am Nationalsozialismus.“[214] Sie bezieht sich dabei offensichtlich auf eine zwischen 1933 und 1945 erschienene Neubearbeitung des 1906 entstandenen Werks.
- Dem Schriftsteller Carl Zuckmayer, der Luserke an der Schule am Meer begegnet war und ihm gegenüber eine Antipathie entwickelt hatte, erschien der Erzieher Martin Luserke 1943/44 als ein „ernst zu nehmender und sehr bedenklicher Fall“. Er bezeichnete ihn als „nicht ungefährlich“, weil er „einen starken Einfluss auf junge Menschen“ haben könne. Er sei „von beträchtlicher Phantasie“, verfüge über Eigenwilligkeit, Fähigkeit und Niveau sowie eine enorme Begabung „im Artistischen, besonders Theatralischen“.[215][216]

## Fernsehen
- Martin Luserke 80 Jahre alt. In: Berichte vom Tage. Norddeutscher Rundfunk, 4. Mai 1960, ca. 2 Min.

## Hörfunk (Auszug)
- Die Bedeutsamkeit des Laienspiels. (Leiter der Schule am Meer, Juist). (= Schul- und Laienspiel. 2. Folge). Pädagogischer Funk der Deutschen Welle. 13. November 1930, 16:00–16:25 Uhr
- Martin Luserke spricht. Jugendstunde der Funk-Stunde Berlin. 23. Oktober 1931, 17:30–17:50 Uhr[217]
- Hörfunkinterview zur Meldorfer Spielweise mit Martin Luserke, MGS-Primanerin Alice Witt, OStD Dr. Kurt Reiche (Meldorfer Gelehrtenschule), Prof. Otto Haase (Kultusministerium Schleswig-Holstein), Dr. Herbert Giffei (Oldenburg i. O.), Norddeutscher Rundfunk 1952, 9:53 Min.
- Hörfunkinterview mit Martin Luserke über dessen Shakespeare-Forschung (Pan, Apollon, Prospero), Norddeutscher Rundfunk 1955, 5:45 Min.
- 75. Geburtstag Martin Luserke, Hörfunkinterview, 3. Mai 1955, 32 Min.
- Der Dampfer, der aufs Land heraufkam, Erzählabend bei Martin Luserke, Norddeutscher Rundfunk 1955, 29:01 Min.
- Obadjah und die ZK 14, Hörfunk-Feature mit Martin Luserke, Sendereihe: Zwischen Nord- und Ostsee, Norddeutscher Rundfunk, 1956, 22:02 Min.
- Der Stern, der in die Dünen fiel, Erzählung von Martin Luserke, Norddeutscher Rundfunk 1960, 27:34 Min.
- Hörfunkinterview mit Martin Luserke zu VHS-Erzählabenden in Meldorf, Norddeutscher Rundfunk 1962, 3:22 Min.

## Werke
In Luserkes Werk verbindet sich eine mythische Bilderwelt mit einer ausgeprägten Traumsymbolik.

## Reiseberichte
- Nach Süden nun sich lenken. Reisetagebuch einer Italienreise in Form von Briefen an den Freund Seiler, 1908. Angelsachsen-Verlag, Bremen 1908 OCLC 254212791

### Erzählungen und Novellen (Auswahl)
- Die Inseln der steinernen Tiere oder Ymbor der Faule und Yak-die-Sang eine Sage vom Wachsen der inneren menschlichen Gestalt. o. O. OCLC 951426132
- Die Legende von Kabirah und dem heiligen Bogen. 1918
- Die Bücher der Schule am Meer. Zeltgeschichten I. Fremdartige Abenteuer, von denen im Zelt und am Feuer erzählt wurde (= Die Bücher der Schule am Meer). Angelsachsen-Verlag, Bremen 1925 OCLC 714663672
- Hasko wird Geusenkapitän. Verlag Moritz Diesterweg, Frankfurt am Main 1925
- Die Bücher der Schule am Meer. Zeltgeschichten II. Fremdartige Abenteuer, von denen im Zelt und am Feuer erzählt wurde (= Die Bücher der Schule am Meer). Angelsachsen Verlag, Bremen 1926 OCLC 851241107
- Die zwölf Legenden von dem Helden Sar Ubo mit der silbernen Hand (= Die Bücher der Schule am Meer). Angelsachsen Verlag, Bremen 1926 OCLC 838606044
- Die sieben Geschichten von Tanil und Tak – Indianische Legenden (= Die Bücher der Schule am Meer). Angelsachsen Verlag, Bremen 1926 OCLC 838605232
- Sivard Einauge und andere Legenden, die in der Schule am Meer erzählt wurden (= Die Bücher der Schule am Meer). Spurbücherei, Band 14. Ludwig Voggenreiter Verlag, Potsdam 1930
- Der erzwungene Bruder – Nordische Novellen. Ludwig Voggenreiter Verlag, Potsdam 1930
- Erich Eggelin (Hrsg.): Die Legende von dem Stern, der in die Dünen gefallen war. In: Jungdeutsche Jugend, Jg. 3, Heft 7, Gesellschaft Deutscher Presse 1931
- Das schnellere Schiff, Langen Müller Verlag, München 1931 (Neuauflage: ISBN 978-3-7822-0186-5)
- Seegeschichten. Ludwig Voggenreiter Verlag, Potsdam 1932
- Die Legende von dem erzwungenen Bruder. Mit einem Bilde des Dichters, Ferdinand Hirt Verlag, Breslau 1933
- Ein Mann! Eine Geschichte vom Abenteuer des Lebens, 1934
- Die herrliche Windbüchse. Ein Jungenstück. Ludwig Voggenreiter Verlag, Potsdam 1934
- Groen Oie am grauen Strom und die Bauern vom Hanushof. Erzählungen. Ludwig Voggenreiter Verlag, Potsdam 1934
- Das Haus auf der unnahbaren Insel, 1935
- Von Indianern, Persern und Geusen. Seltsame Geschichten. Nachwort v. Martin Kießig, Hermann Schaffstein Verlag, Köln 1935
- Das Schiff Satans – Bretonische Erzählungen. Ludwig Voggenreiter Verlag, Potsdam 1935
- Die drei Erscheinungen der Heiligen Anna von Auray, 1935 (Neuauflage: ISBN 978-3-7822-0186-5)
- Die Hand, die sich rächte, 1935
- Der kleine Schühß und andere Geschichten. Ein Buch von der Wattenküste. Mit Illustrationen v. Karl Stratil. Gustav Weise Verlag, Leipzig/Berlin 1935 (Neuauflage: ISBN 978-3-7822-0186-5)
- Geheimnis der See. Zwei bretonische Erzählungen. Paul List Verlag, Leipzig 1935
- Der kleine Schühß. Wie Tanil und Tak das Wasser zurückholen gingen. Hermann Hillger Verlag, Leipzig 1935
- Windvögel in der Nacht. Geschichten von der Wattenküste. Ludwig Voggenreiter Verlag, Potsdam 1936 (Neuauflage: ISBN 978-3-7963-0299-2)
- Das Boot, das auch den zweiten Pfahl berühren musste, 1936
- Das Wrack des Raubschiffs, 1936 (Neuauflage: ISBN 978-3-7963-0265-7)
- Der Dampfer, der aufs Land heraufkam, 1936 (Neuauflage: ISBN 978-3-7963-0327-2)
- Der Wolf auf Spoeksand, 1936 (Neuauflage: ISBN 978-3-7963-0265-7)
- Der Stern, der in die Dünen fiel, 1936
- Die Möwe Mareen, 1936 (Neuauflage: ISBN 978-3-7963-0299-2)
- Die Seehunde, 1936 (Neuauflage: ISBN 978-3-7963-0299-2)
- Die Fahrt nach Letztesand. Umschlaggestaltung: Poppe Folkerts. Grote Verlag, Berlin 1936 (Neuauflage: ISBN 978-3-7963-0265-7)
- Die Ausfahrt gegen den Tod oder Die letzte Unternehmung des Geusenadmirals. Propyläen Verlag, Berlin 1936
- Wie der kleine Schühß einen Fischerhafen rettet. Eine Nordseenovelle. Heckner Verlag, Wolfenbüttel 1937
- Das betrunkene Boot. Ludwig Voggenreiter Verlag, Potsdam 1937
- Krake kreuzt im Nordmeer – Logbuch 1937. Mit Zeichnungen von Willy Thomsen. Verlag Philipp Reclam jun., Leipzig 1937
- Der Gryperspuk. Eine Sage von der Wattenküste, Franz-Eher-Verlag, München 1938 (Neuauflage: ISBN 978-3-7963-0317-3)
- Das Dorf der Toten, 1940 (Neuauflage: ISBN 978-3-7963-0265-7)
- Der Schattenriese an der Fähre. Eine Sage. Ludwig Voggenreiter Verlag, Potsdam 1940
- Die Reise zur Sage. Ein Seemannsgarn vom mündlichen Erzählen. Ludwig Voggenreiter Verlag, Potsdam 1940
- Bran watet durch das Meer – Eine altkeltische Überlieferung nacherzählt. Cotta’sche Verlagsbuchhandlung, Stuttgart 1940
- Die merkwürdige Voraussage. Eine Geschichte vom Abenteuer des Lebens, mit Holzschnitt von Kurt Loderstedt, 1940
- Der Turm "Dat Nige Wark" oder Von der absonderlichen Tochter, 1942 (Neuauflage: ISBN 978-3-7822-0186-5)
- Der Mabh Pab. Eine wahrhaft heitere Geschichte. Ludwig Voggenreiter Verlag, Potsdam 1942
- Die Dampframme. Mit Zeichnungen von Willy Thomsen. Steirische Verlags-Anstalt, Graz 1942
- Das Ufer des Mannes, 1942
- Spuk überm Strand – Geschichten vom Meer. C. Bertelsmann Verlag, Gütersloh 1942
- Geschichten von See und Strand. Ludwig Voggenreiter Verlag, Potsdam 1942
- Die absonderliche Tochter, 1942
- Merkwürdige Küstengeschichten. Koehler & Voigtländer, Leipzig 1942
- Ewige Wiederkehr. C. Bertelsmann Verlag, Gütersloh 1943
- Strandwölfe. C. Bertelsmann Verlag, Gütersloh 1943
- Die Hafengouvernante (Neuauflage: ISBN 978-3-7822-0186-5)
- Die Herausforderung (Neuauflage: ISBN 978-3-7822-0186-5)

### Laienspiele (Auswahl)
Martin Luserke schrieb insgesamt über einhundert Laienspiele, davon sind ab 1912 rund sechzig in div. Verlagen erschienen
- Fünf Komödien und Fastnachtsspiele aus der Freien Schulgemeinde Wickersdorf. E. W. Bonsels Verlag, München 1912. Inkl. Blut und Liebe. Ein Ritter-Schauer-Drama (Neuauflage: ISBN 978-3-7695-2509-0)
- Die drei Wünsche. Ein wahrhaft romantisches Sonnenwendspiel. Adolf Saal Verlag, Lauenburg/Elbe 1922
- Brunhilde auf Island. Ein wahrhaft romantisches Sonnenwendspiel. Adolf Saal Verlag, Lauenburg/Elbe 1922[218]
- König Drosselbart. Ein Wikinger-Märchen. Adolf Saal Verlag, Lauenburg/Elbe 1922
- Der gläserne Spiegel. In: Ludwig Pallat und Hans Lebede (Hrsg.): Jugend und Bühne. Ferdinand Hirt Verlag, Leipzig 1924
- B7 Q 3–8 oder die Geheimnisse des Drei-Kontinente-Kraftwerks Mittelländisches Meer–Totes Meer. Eine telefonisch-tellurisch-technische Groteske. Christian Kaiser Verlag, München 1927
- Der Zelluloidknopf. 1927
- Schwan kleb an, 1927
- Der Brunnen If – Zaubermärchen. Christian Kaiser Verlag, München 1927
- Die kleine Flöte. Eine Märchengroteske in sechs Bildern. Christian Kaiser Verlag, München 1931
- Der kupferne Aladin. Ein orientalisch-mystisches Spiel. Christian Kaiser Verlag, München 1933
- Der Turm zu Famagusta. ein Bühnenspiel zur Grundsteinlegung des Hallenbaues in der Schule am Meer auf Juist, Pfingsten 1930. Ludwig Voggenreiter Verlag, Potsdam 1934[219]
- Der Räuberjunge. Christian Kaiser Verlag, München 1934
- Das Abenteuer in Tongking – Ein exotisches Spiel. Christian Kaiser Verlag, München 1936
- Der Stein Manipur. Ein indisch heißes Drama. Ludwig Voggenreiter Verlag, Potsdam 1936
- Das unterste Gewölbe oder Die Hochzeit auf Wurmbstein. Ein lustigschauriges Ritterspiel. Verlag Arwed Strauch, Leipzig 1936
- Der unsichtbare Elefant – Ein Märchen-Lustspiel. Christian Kaiser Verlag, München 1936
- Die goldene Gans – Ein Spiel für Mädelgruppen. Ludwig Voggenreiter Verlag, Potsdam 1938
- Das unwiderstehliche Subjekt. Romantisches Lustspiel. Albert Langen/Georg Müller Verlag, Berlin 1939
- Der schwarze Pirat – Ein heldisches Spiel. Ludwig Voggenreiter Verlag, Potsdam 1941
- Der goldene Brunnen – Ein Märchenspiel. Ludwig Voggenreiter Verlag, Potsdam 1943
- Die Hexenschlucht
- Die zwei Gagatkugeln
- Fitschers Vogel
- Kastell Arguin
- Der Teufel mit den drei goldenen Haaren. Bärenreiter-Verlag, Kassel 1949
- mit Heinrich Lohse: Das Abenteuer in Tongking. Ein wildromantisches Bewegungsspiel. Verlag Meldorfer Spielweise, Meldorf in Holstein 1950
- mit Heinrich Lohse: Musik zu Martin Luserke: Das Abenteuer in Tongking. (Partitur). Verlag Meldorfer Spielweise, Meldorf in Holstein 1950
- mit Heinrich Lohse: Ritter Ruthland und der Schrecken von Lüth. Dramatischer Reigen auf eine Pavane von William Byrd. Verlag Meldorfer Spielweise, Meldorf in Holstein 1951
- mit Heinrich Lohse: Der Teufel mit den drei goldenen Haaren. Nach dem Grimm'schen Märchen. Verlag Meldorfer Spielweise, Meldorf in Holstein 1951
- mit Heinrich Lohse: Grugen Kreefte oder König Peer Spielmanns Baßgeige. Eine Sage von der Wattenküste. Unter Benutzung des Grimmschen Märchens Die Wandergesellen. Verlag Meldorfer Spielweise, Meldorf in Holstein 1952

### Romane (Auswahl)
- Tanil und Tak. Sieben indianische Legenden. Ludwig Voggenreiter Verlag, Potsdam 1925
- Sar Ubo und Siri. Ludwig Voggenreiter Verlag, Potsdam 1925
- Hasko – Ein Wassergeusen-Roman. Voggenreiter, Potsdam 1935 (Neuauflage: ISBN 978-3-922117-99-5)
- Sar Ubos Weltfahrt. Ludwig Voggenreiter Verlag, Potsdam 1936
- Obadjah und die ZK 14 oder Die fröhlichen Abenteuer eines Hexenmeisters (Roman). Ludwig Voggenreiter Verlag, 1936
- Wikinger. Eine Trilogie. Band 1: Der eiserne Morgen. Ludwig Voggenreiter Verlag, Potsdam 1938
- Wikinger. Eine Trilogie. Band 2: Die Hohe See. Ludwig Voggenreiter Verlag, Potsdam 1941
- Wikinger. Eine Trilogie. Band 3: Kampf ohne Gnade. Ludwig Voggenreiter Verlag, Potsdam 1945 (wegen des Kriegsendes nicht mehr erschienen)

### Logbücher
- Logbücher der Schule am Meer. 3 Bände. 1925–1934
- Logbücher der Krake ZK 14. 1934–1939
- Das Logbuch der Krake. Mit Zeichnungen von Dieter Evers. Ludwig Voggenreiter Verlag, Potsdam 1937 (Neuauflage: ISBN 978-7-00-005031-0)
- Logbücher. 1940–1968

### Abhandlungen (Auswahl)

#### Essay
- Warum arbeitet der Mensch? Eine sozialistische Ideologie der Arbeit. Reihe Praktischer Sozialismus, Band 3, Karl Korsch (Hrsg.), Verlag Freies Deutschland, Hannover 1919

#### Theater und Jugendbühne
- Über die Tanzkunst. Reihe: Wickersdorfer Bühnenspiele Band 2. Hesperus-Verlag, Berlin 1912[220] OCLC 491092617
- Shakespeare-Aufführungen als Bewegungsspiele. Mit einem Nachwort von Hans Brandenburg. Hrsg. v. Bund für das Neue Theater. Walter Seifert Verlag, Stuttgart/Heilbronn 1921
- Zur Technik des Shakespearischen Lustspiels. Walter Seifert Verlag, Stuttgart/Heilbronn 1921
- Jugend und Bühne. Ferdinand Hirt Verlag, Breslau 1924
- Jugendspiele. Christian Kaiser Verlag, München 1925
- Wickersdorfer Bühnenspiele. A. Saal, Lauenburg/Elbe 1920 OCLC 1186055578
- Jugend- und Laienbühne – Eine Herleitung von Theorie und Praxis des Bewegungsspiels aus dem Stil des Shakespearischen Schauspiels (= Die Bücher der Schule am Meer). Angelsachsen Verlag, Bremen 1927 OCLC 13150784
- Das Laienspiel. Revolte der Zuschauer. Niels Kampmann Verlag, Kampen (Sylt)/Heidelberg 1930
- Bewegungsspiel. In: Walther Hofstaetter, Ulrich Peters (Hrsg.): Sachwörterbuch für Deutschkunde. Band 1, B. G. Teubner Verlag, Leipzig 1930, S. 146
- Shakespeare und das heutige deutsche Laienspiel. In: Deutsche Shakespeare-Gesellschaft (Hrsg.): Shakespeare Jahrbuch. Ausg. 69, Bernhard Tauchnitz Verlag, Leipzig 1933, S. 112ff.
- Shakespeare-Aufführungen als Bewegungsspiele. In: Deutsche Shakespeare-Gesellschaft (Hrsg.): Shakespeare Jahrbuch. Ausg. 69, Bernhard Tauchnitz Verlag, Leipzig 1933, S. 149, 160, 161
- Faxenraten – Eine Vorübung zum dramatischen Veranstalten im Stil des (Shakespearischen) Allround-Theaters. Verlag Meldorfer Spielweise Adolf Heesch, Bd. 6. Meldorf in Holstein 1952
- Pan-Apollon-Prospero. Zur Dramaturgie von Shakespeare-Spielen. Hans Christians Verlag, Hamburg 1957
- mit Hans Baumann, Franz Brand, Kurt Sydow: Blaset die Hörner. Karl Heinrich Möseler Verlag, Zürich 1968
- Agitur ergo sum? Versuch einer morphologischen Deutung des Ur-Zusammenhangs von Theater und Bewusstsein. Hans Christians Verlag, Hamburg 1974

#### Pädagogik
- Die Freie Schulgemeinde Wickersdorf bei Saalfeld a. d. Saale. Propaganda-Schrift der Freien Schulgemeinde Wickersdorf, die aus der Praxis einer Reformschule heraus deren Grundsätze und Erfahrungen darstellt – 1. Jahresbericht. Wohlfeld Verlag, Magdeburg 1908
- Freimaurerei und moderne Pädagogik. Sonderdruck aus dem Freimaurer-Wochenblatt Der Herold. Verein deutscher Freimaurer, Berlin 1914
- Schulgemeinde. Der Aufbau der neuen Schule. Furche-Verlag, Berlin 1919
- Schule am Meer (Juist, Nordsee). Leitsätze. Die Gestalt einer Schule deutscher Art. Angelsachsen Verlag, Bremen 1924[221]
- Die Grundlage deutscher Sprachbildung – Mit einer Kunst der Improvisation als praktischer Hintergrund. Angelsachsen Verlag, Bremen 1925 OCLC 250292883
- Schule am Meer. Ein Buch vom Wachsen deutscher Jugend geradeaus vom Ursprünglichen bis ins Letzte. Angelsachsen Verlag, Bremen 1925 OCLC 4585933
- Der vollständige Ausbau der Schule am Meer auf der Nordseeinsel Juist. Angelsachsen-Verlag, Bremen 1925
- Die Schulbarkeit der irrationalen Fähigkeiten – Zu einem Versuchsschulplan der Schule am Meer auf Juist 1931[222]
- Die Bedeutung des Theaters und Laienspiels für die heutige Volksbildung. In: Reichsausschuss der Deutschen Jugendverbände, Hermann Maaß, Otto Bartning (Hrsg.): Geistige Formung der Jugend unserer Zeit. Berlin 1931
- Die nordische Landschaft als Erzieher. In: Volk im Werden. Zeitschrift für Kulturpolitik. Ausg. 1(3), 1933, S. 49–55
- Akademiekurse für musische Elementarbildung? In: Sammlung. Ausg. 7, 1952, S. 41–45

#### Dokumentation
- Logbücher der Schule am Meer. 3 Bände. 1925–1934

## Martin-Luserke-Gesellschaft
Die Martin-Luserke-Gesellschaft wurde von dem Vorsitzenden der Handelskammer Hamburg und Leiter der Commerzbibliothek, Hubert H. Kelter, gegründet. Er amtierte auch als Präsident der Gesellschaft, die das Werk Luserkes bewahren wollte. Die Martin-Luserke-Gesellschaft fungierte nach dem Ende des Zweiten Weltkrieges auch als Auftraggeber, um Bücher Luserkes als Anthologien neu herauszugeben. Als Herausgeber agierte dabei Herbert Giffei.

## Trivia
Der Pädagoge und Autor Reinhard Stähling lässt in seinem 2002 erschienenen Roman Unter westfälischen Eichen bekannte deutsche Schriftsteller, Psychologen und Pädagogen, darunter auch Martin Luserke, im Jahr 1930 zusammentreffen, um das veraltete deutsche Erziehungswesen zu modernisieren. Die Handlung ist zwar fiktiv, die meisten handelnden Personen und die Dokumente sind jedoch reale Historie, so auch die Zitate. Dem Autor geht es um die Frage, ob sich durch ein solches Treffen und dessen Resultate bzw. nachfolgendes gemeinsames Wirken der Teilnehmer der Aufstieg der Nationalsozialisten hätte begrenzen oder gar verhindern lassen.
Von den Künstlern Alf Depser (1899–1990), Dieter Evers (1913–2009), Poppe Folkerts (1875–1949), Siegfried Frings (* 1946), Kurt Loderstedt (1915–1987), Christian Mühlner (1916–2008), Helmut Richter (1909–1994), Karl Stratil (1894–1963), Willy Thomsen (1898–1969), Carl Zuckmayer (1896–1977) und Eduard Zuckmayer (1890–1972) sind Arbeiten bekannt, die sich inhaltlich auf Luserke und seine Werke beziehen.